# BMW 5 시리즈
(BMW 5 Series)는 독일의 BMW가 생산하는 준대형 승용차로, E세그먼트이다.

## 1세대(E12)

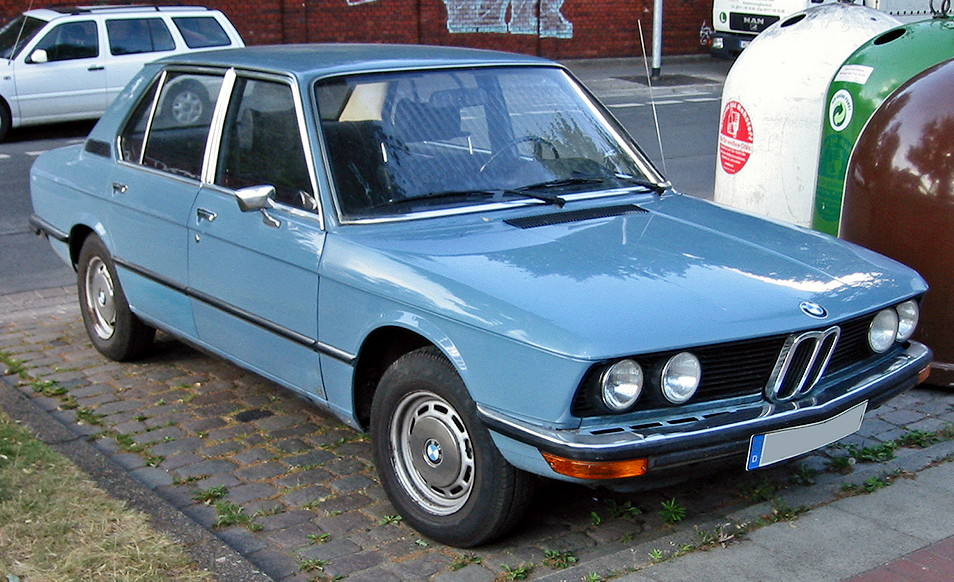
BMW 5 시리즈 세단(전기형) 정측면

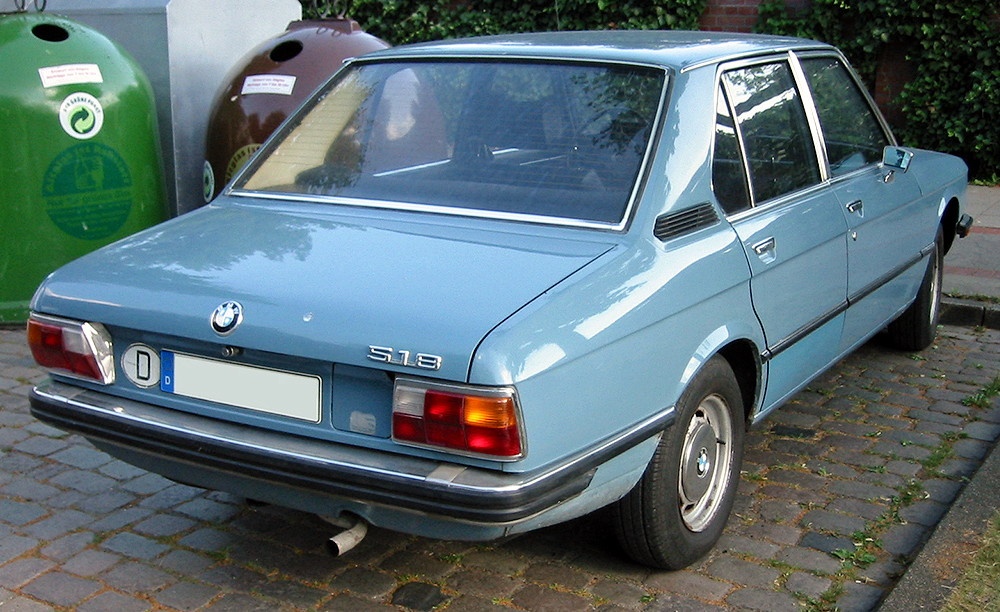
BMW 5 시리즈 세단(전기형) 후측면

1972년에 선보였다. 정통 세단 형태의 5 시리즈를 시작으로 BMW는 숫자를 사용한 시리즈 별로 세그먼트를 분류했고, 대표 숫자 뒤에 배기량을 나타내었다. 그러나 현재는 터보 차저 엔진 등 다운 사이징으로 인해 일치하지 않는 경우가 발생한다. 직렬 4기통 1,766cc 가솔린 엔진(90마력)과 1,990cc 가솔린 엔진(125마력), 직렬 6기통 3,428cc 가솔린 엔진(197마력)까지 라인업이 다양했으며, 직렬 6기통 3,453cc 가솔린 엔진(215마력)이 적용된 M5의 전신이라 할 수 있는 M535i도 존재했다. 1981년까지 생산되었으며, 총 699,094대가 판매되었다.

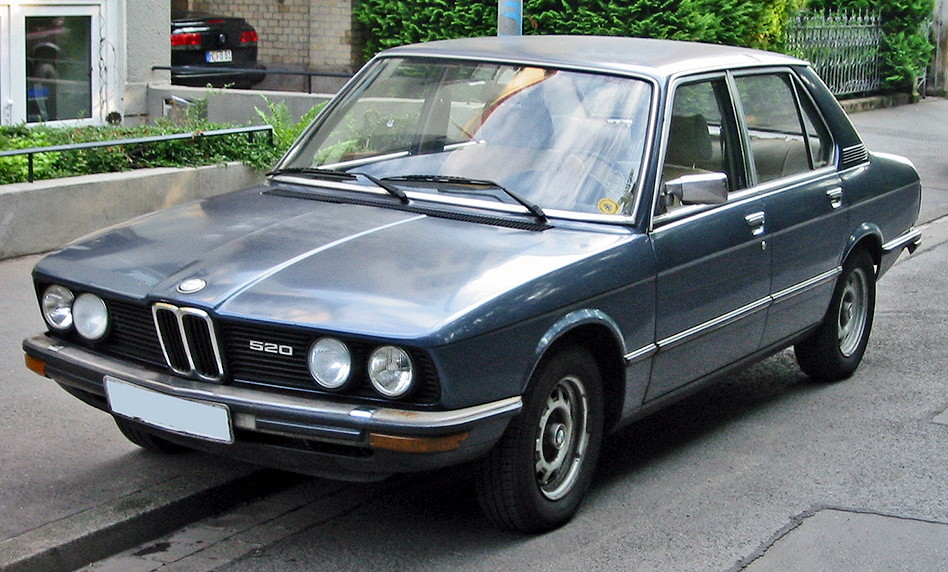
BMW 5 시리즈 세단(후기형) 정측면
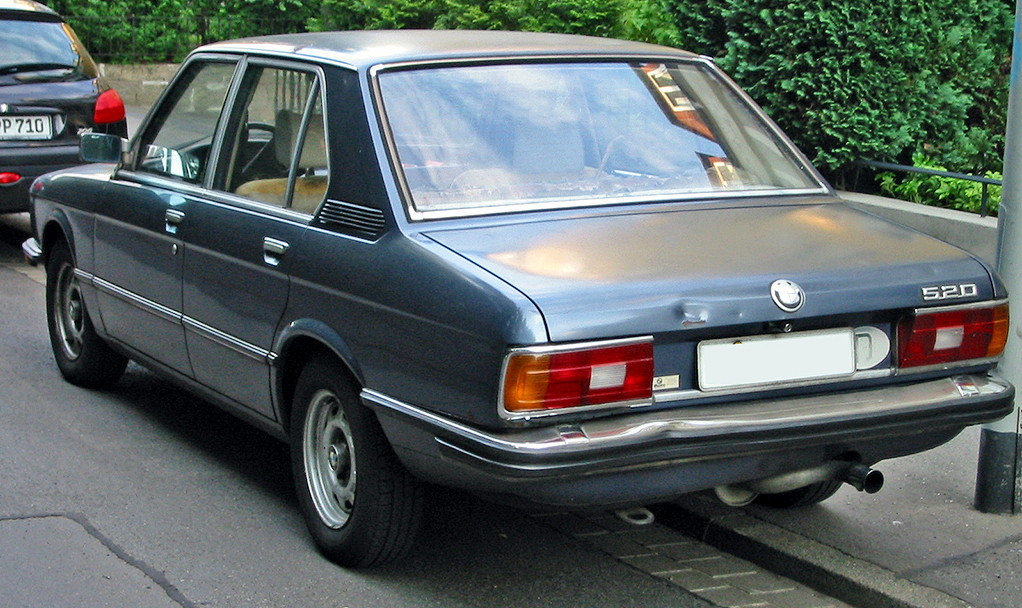
BMW 5 시리즈 세단(후기형) 후측면

## 2세대(E28)

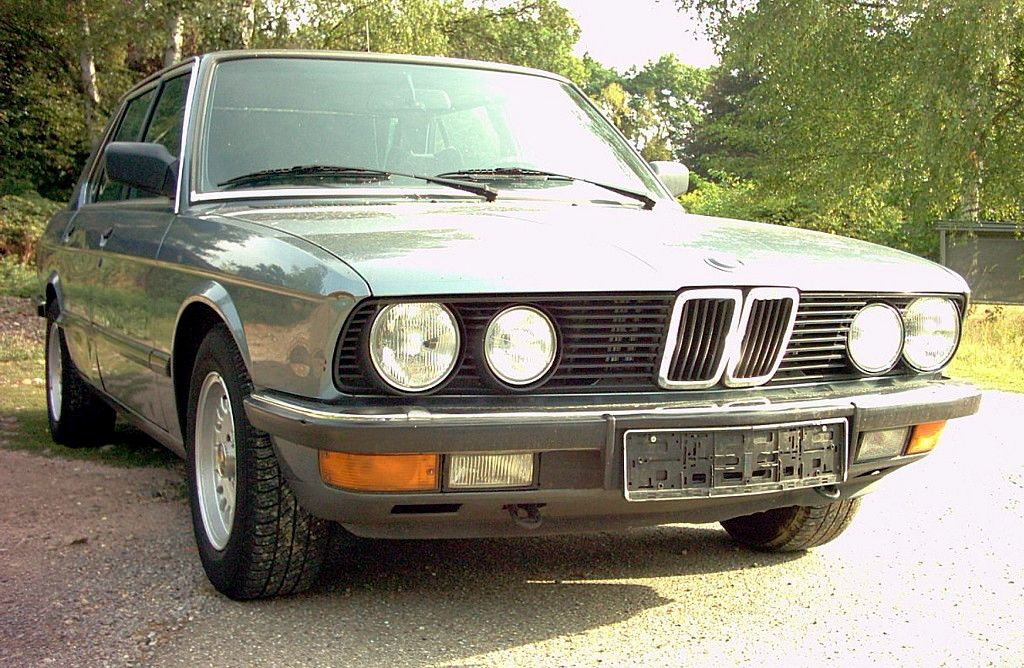
BMW 5 시리즈 세단(전기형) 정측면

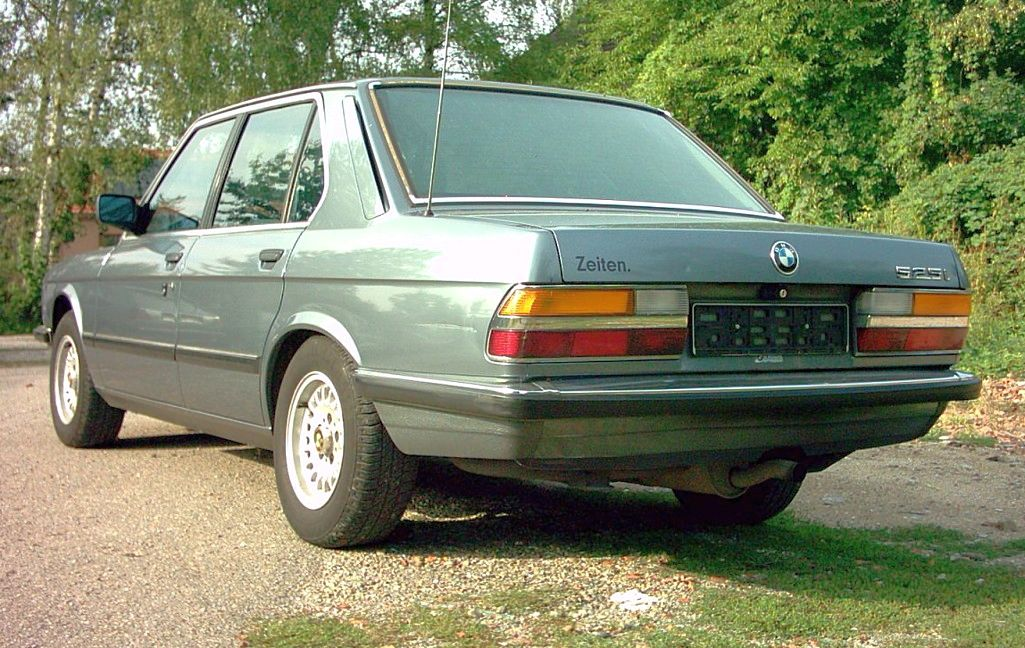
BMW 5 시리즈 세단(전기형) 후측면

풀 모델 체인지를 거쳤지만, 기존 1세대의 디자인과 비슷하다. 벨트 라인과 캐릭터 라인 등 차체 디자인에 직선 라인을 적용해서 역동성을 높였으며, 고속 주행 성능을 강조했다. 이 때부터 직렬 6기통 2,443cc 디젤 엔진을 장착해 5 시리즈 역사상 첫 디젤 엔진을 선보였다. 자동변속기도 이 때부터 장착하기 시작했다. 1985년에는 고성능 차종인 M5가 나왔다. 1988년까지 생산되었으며, 총 722,328대가 판매되었다.

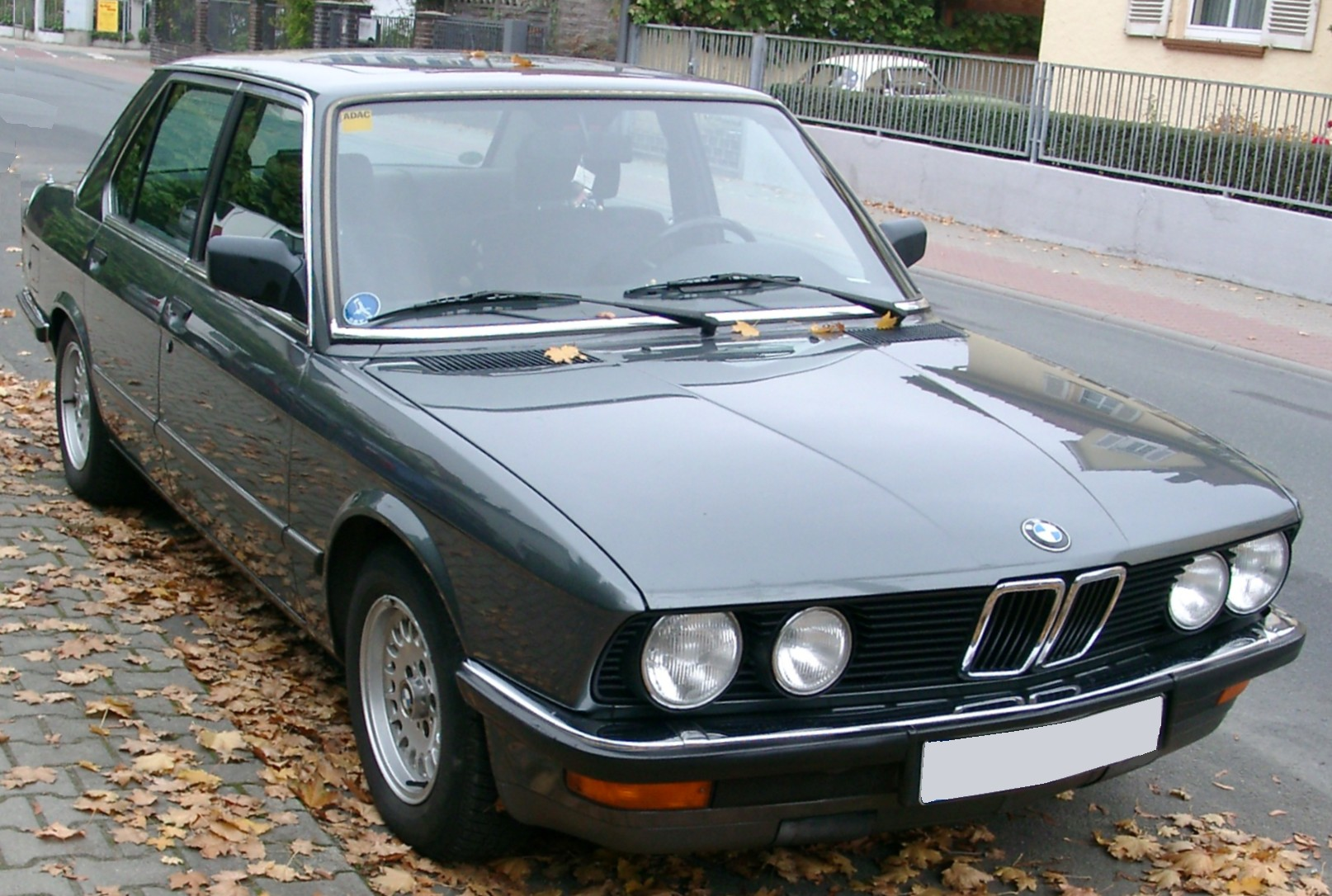
BMW 5 시리즈 세단(후기형) 정측면
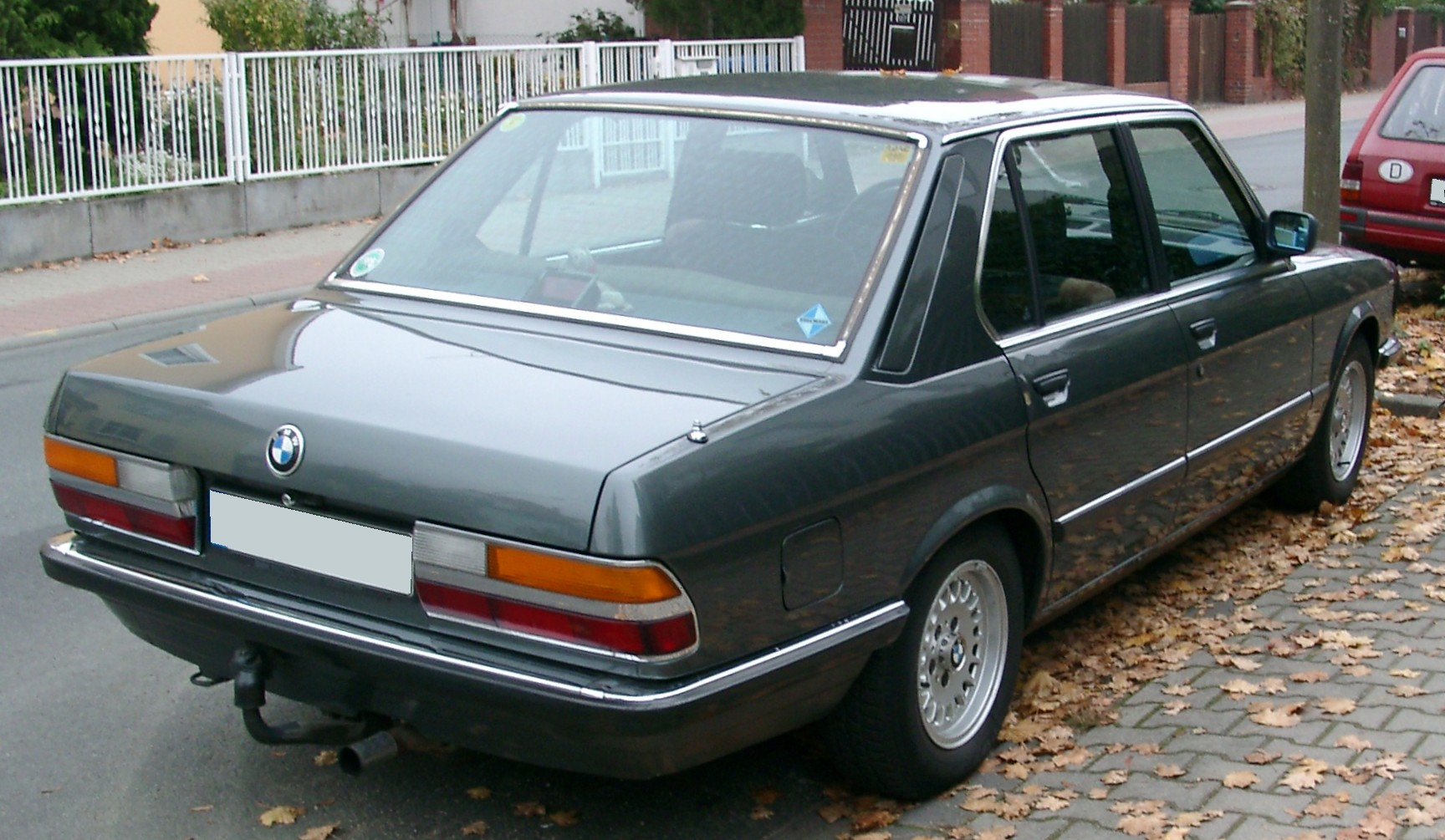
BMW 5 시리즈 세단(후기형) 후측면

## 3세대(E34)

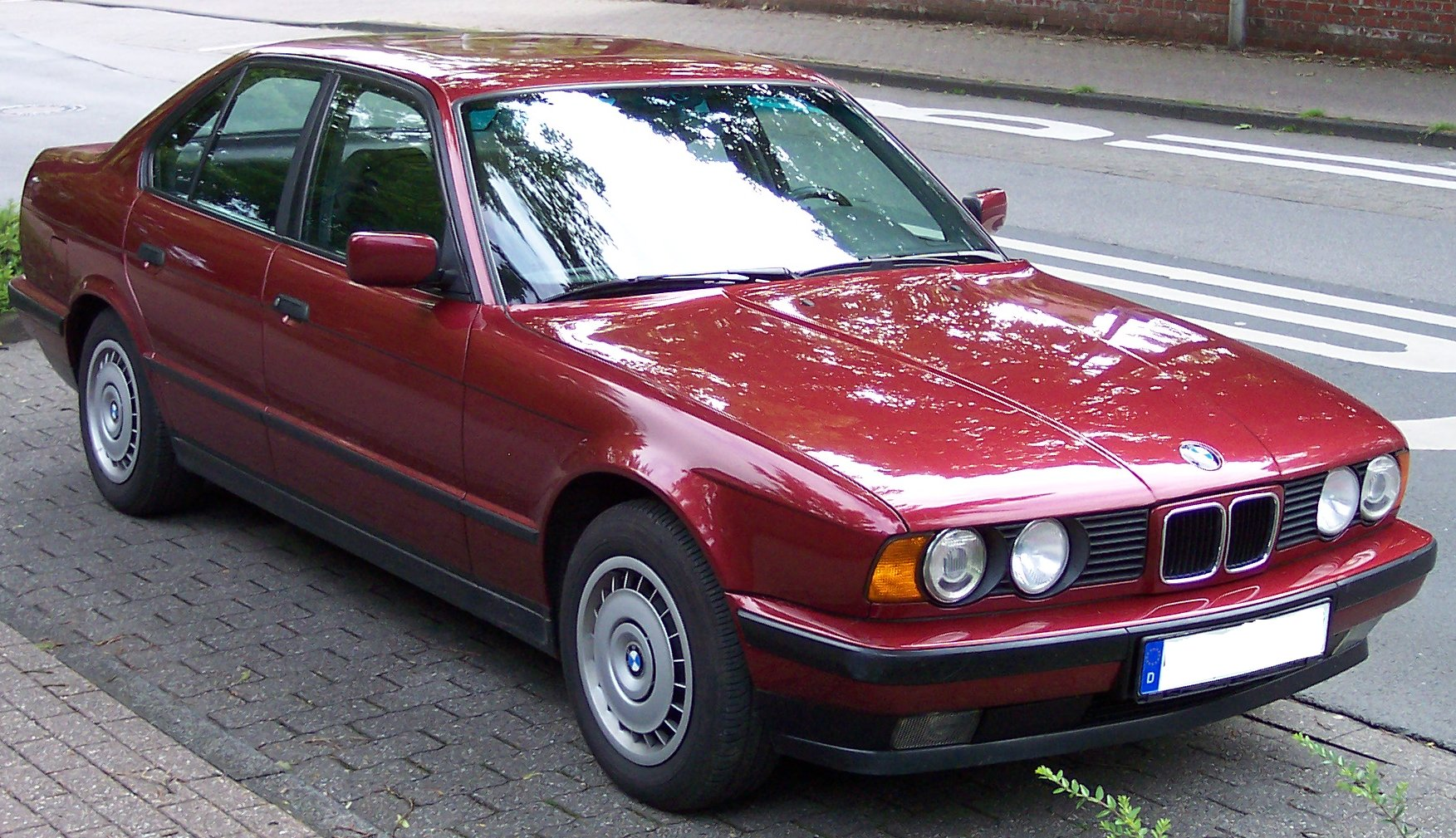
BMW 5 시리즈 세단(전기형) 정측면

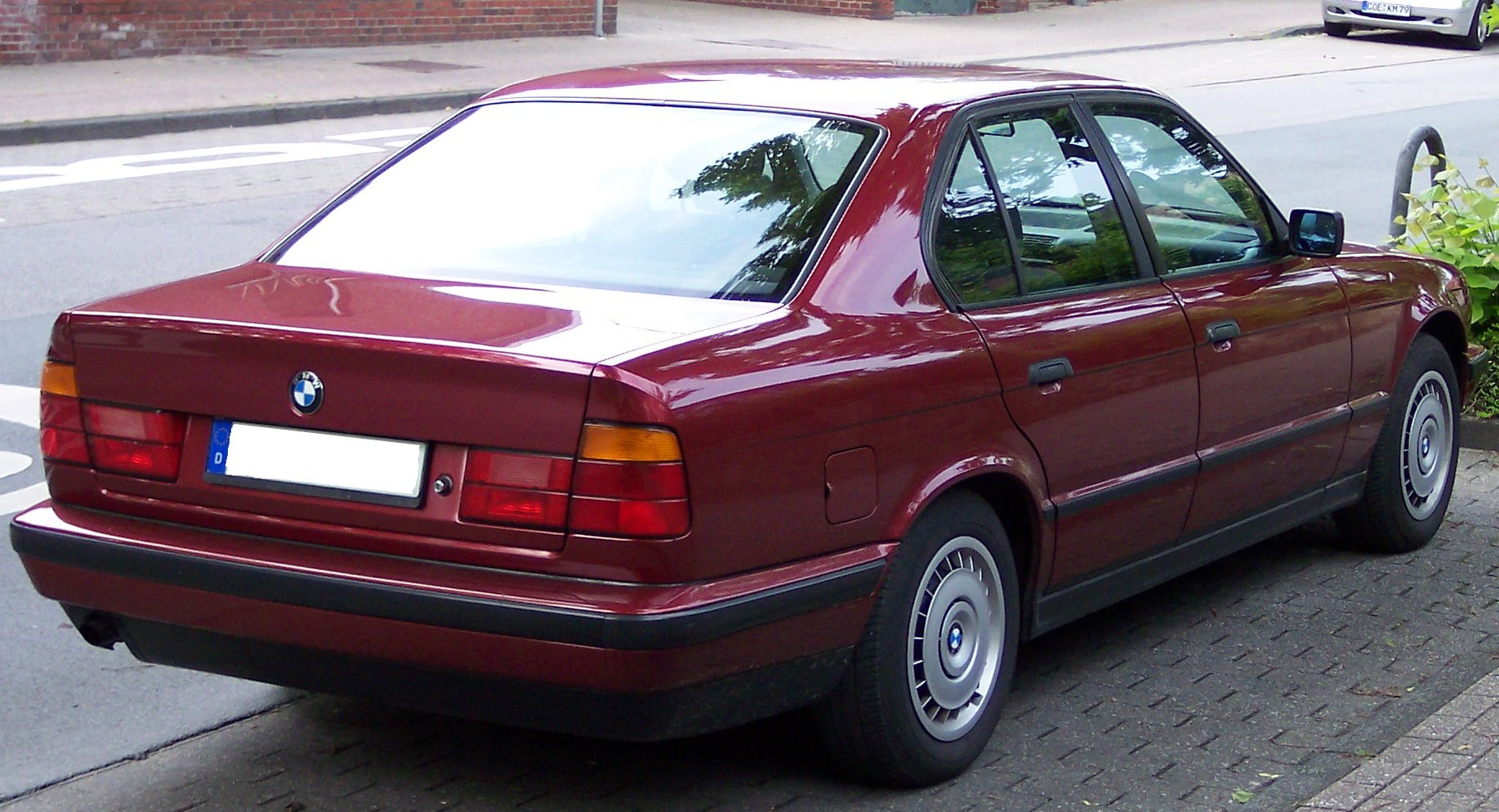
BMW 5 시리즈 세단(전기형) 후측면

1988년에 나왔으며, 전자 장비에 의존하지 않는 기계 공학의 결정체라고 불렸을 만큼 메커니즘에서 높은 완성도를 자랑했다. 패밀리 룩 키드니 그릴을 포함하여 BMW의 아이덴티티가 뚜렷한 앞 부분을 비롯해 라운드와 각이 적절히 혼합되었으며, 무게감과 역동성이 표현되었다. 3세대부터 투어링이 추가되었고, V8 엔진이 추가되었다. 이 때부터 게트락에서 제조한 6단 수동변속기가 장착되어 오늘날에 이른다. 대한민국에는 3세대부터 들어왔으며, BMW E34는 전 모델을 통틀어서 가장 단단한 하체와 팽팽한 스티어링을 갖고 실키식스의 카랑카랑한 베엠베의 DNA를 각인시키고 있다.

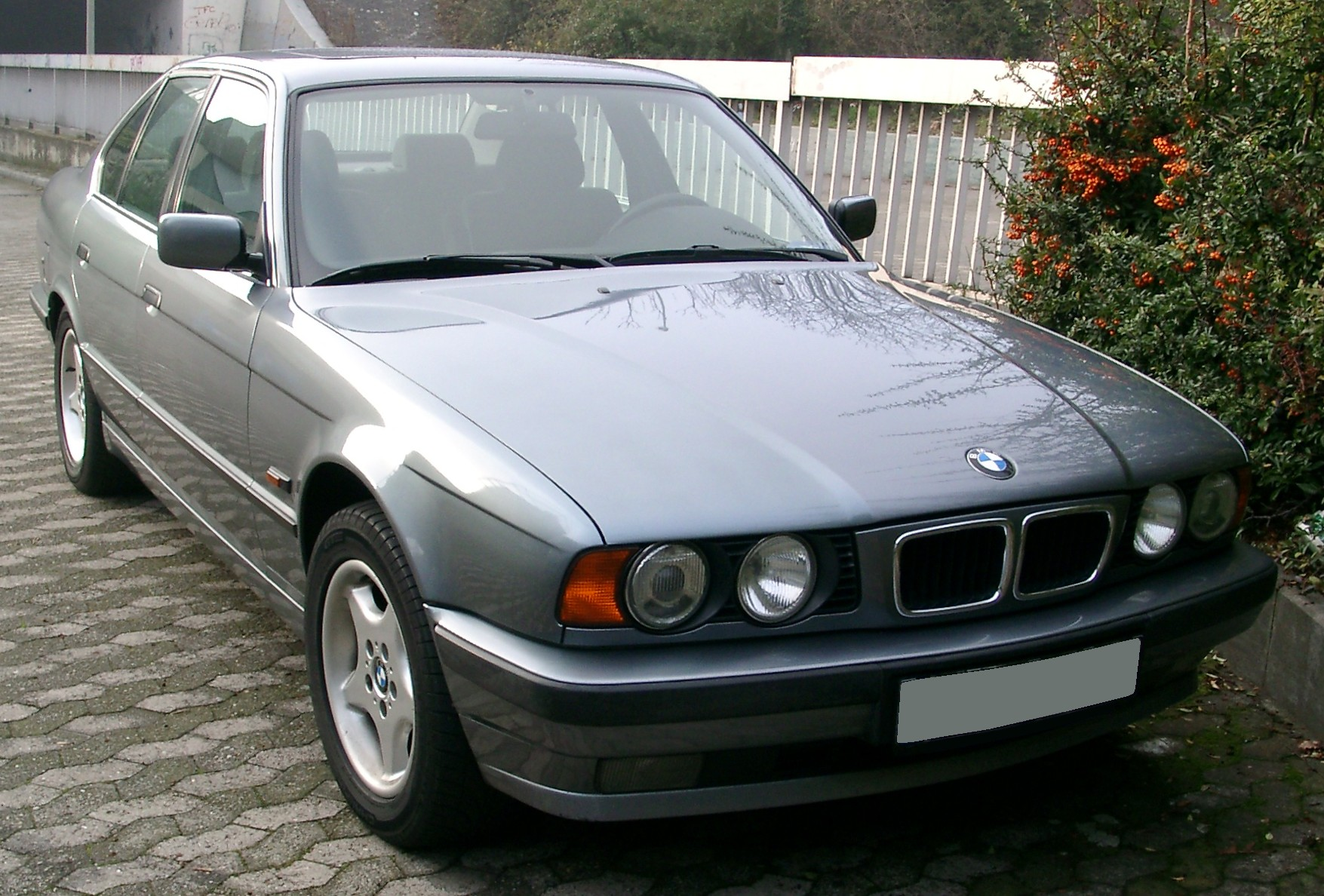
BMW 5 시리즈 세단(후기형) 정측면
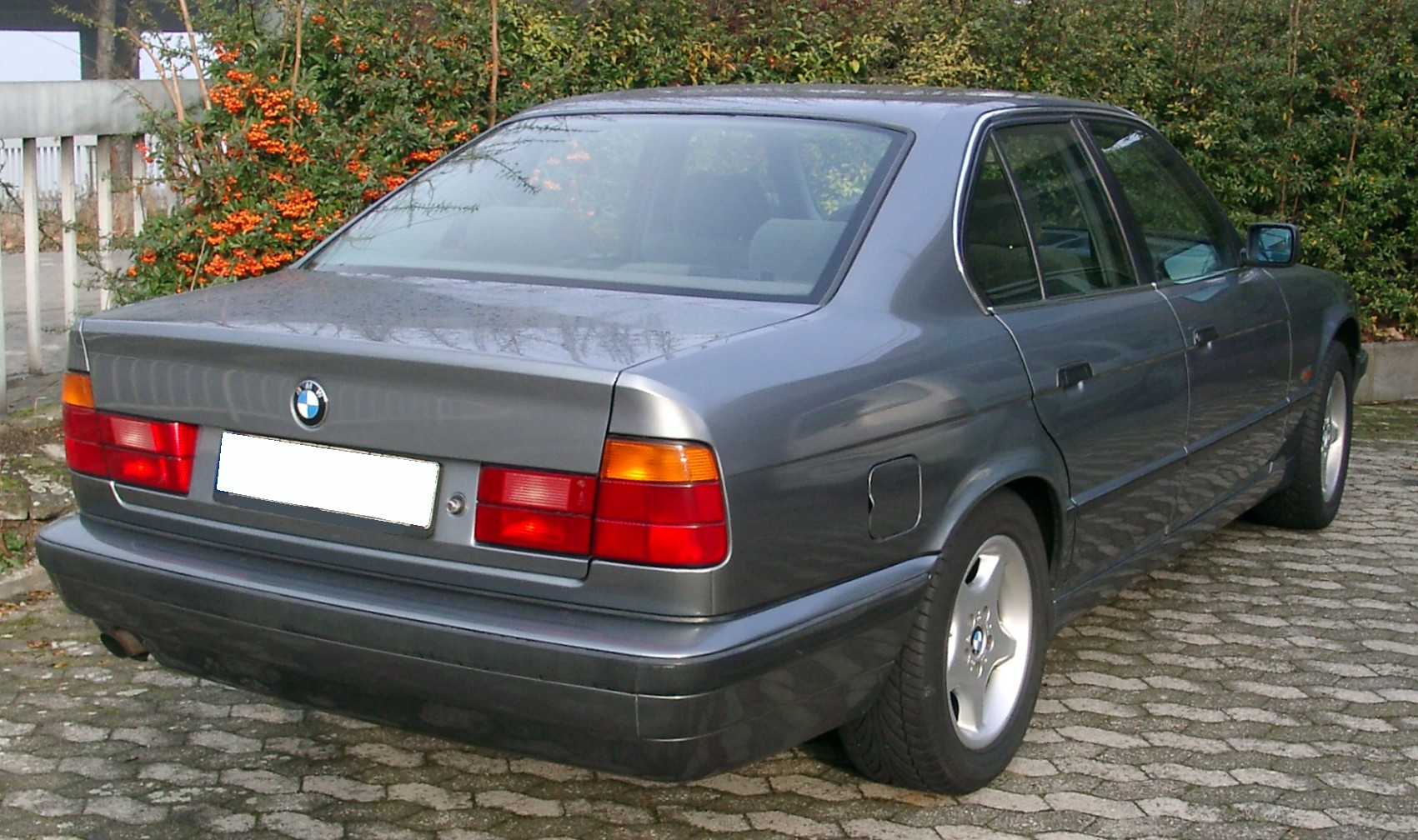
BMW 5 시리즈 세단(후기형) 후측면
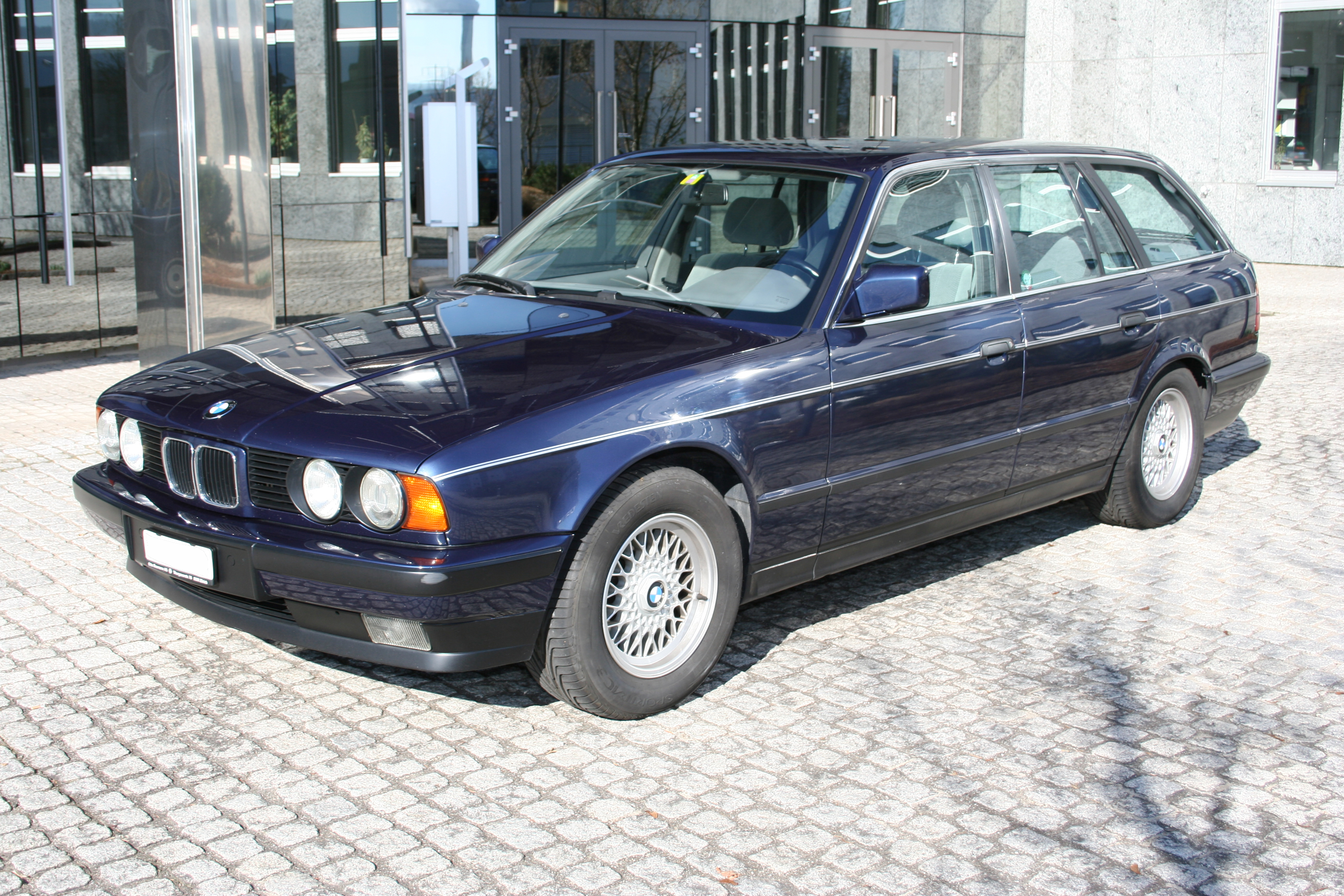
BMW 5 시리즈 투어링(전기형) 정측면
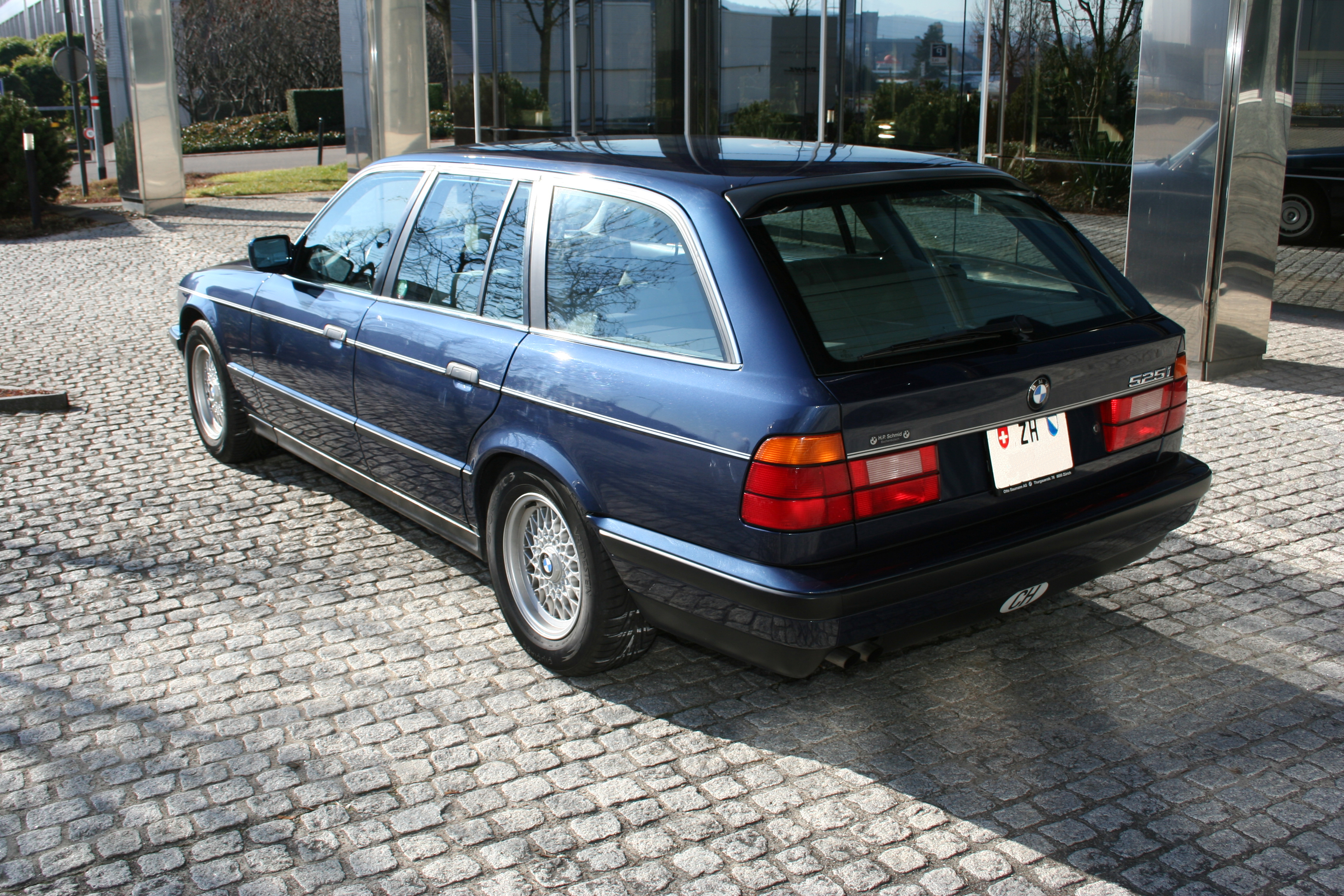
BMW 5 시리즈 투어링(전기형) 후측면
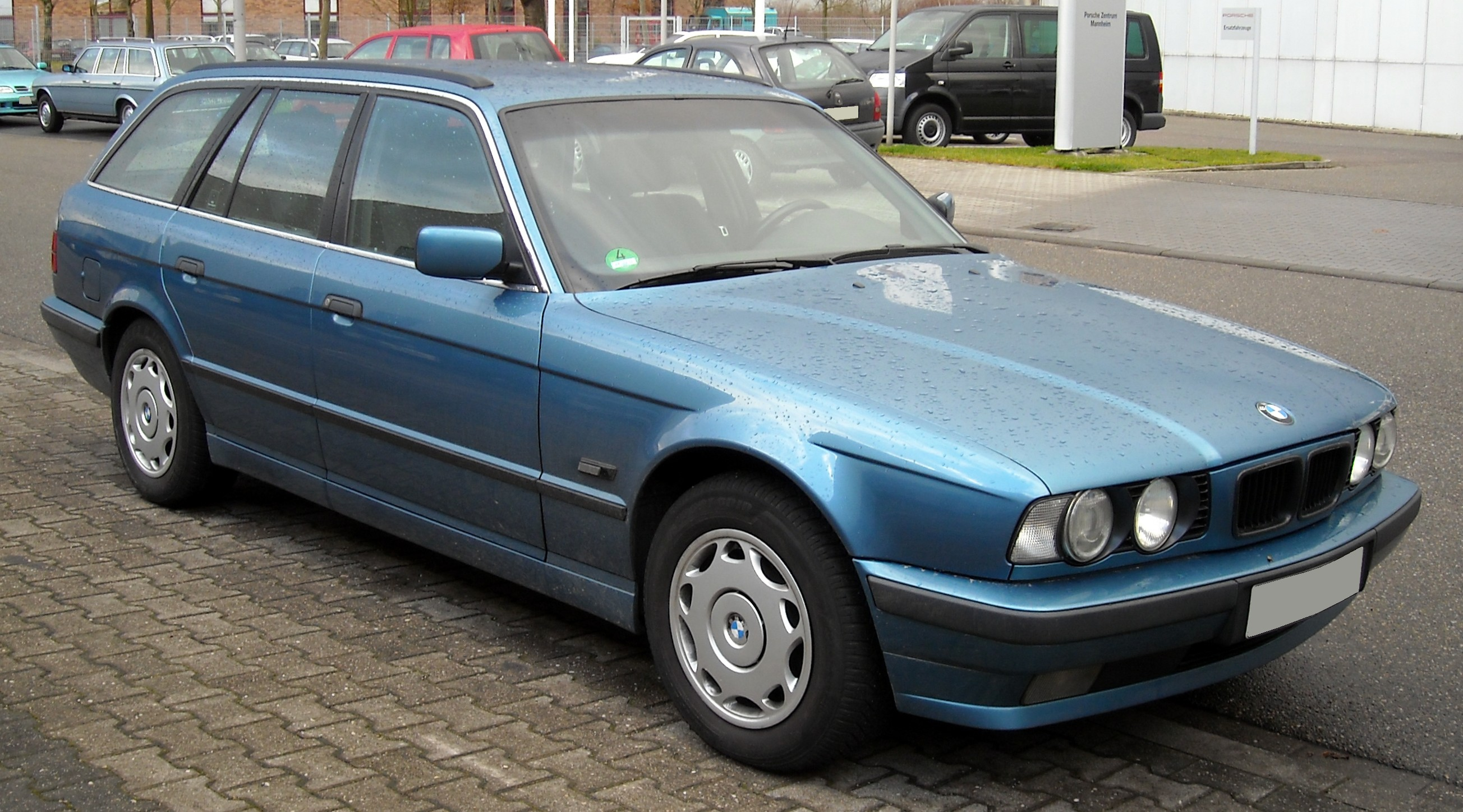
BMW 5 시리즈 투어링(후기형) 정측면
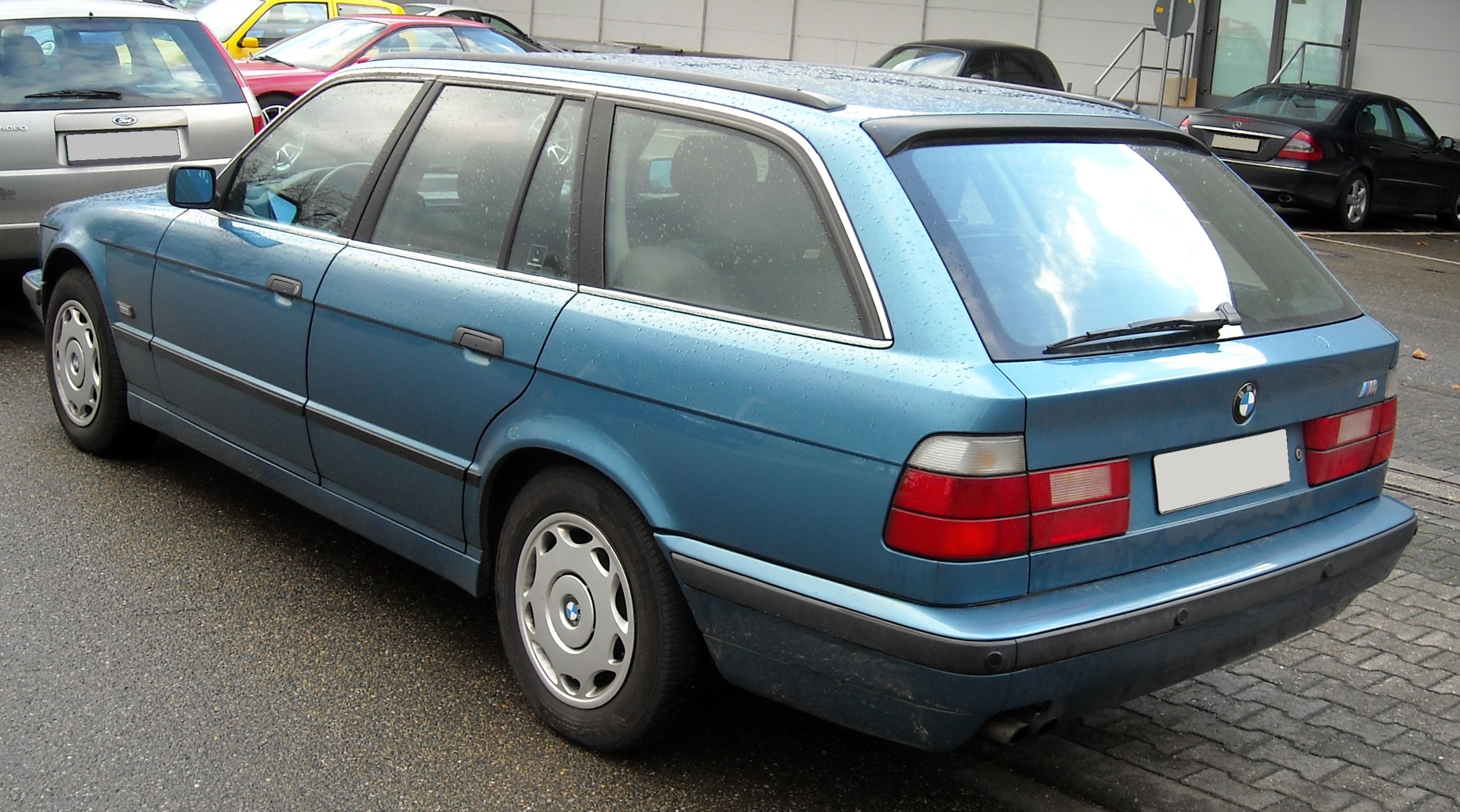
BMW 5 시리즈 투어링(후기형) 후측면

## 4세대(E39)

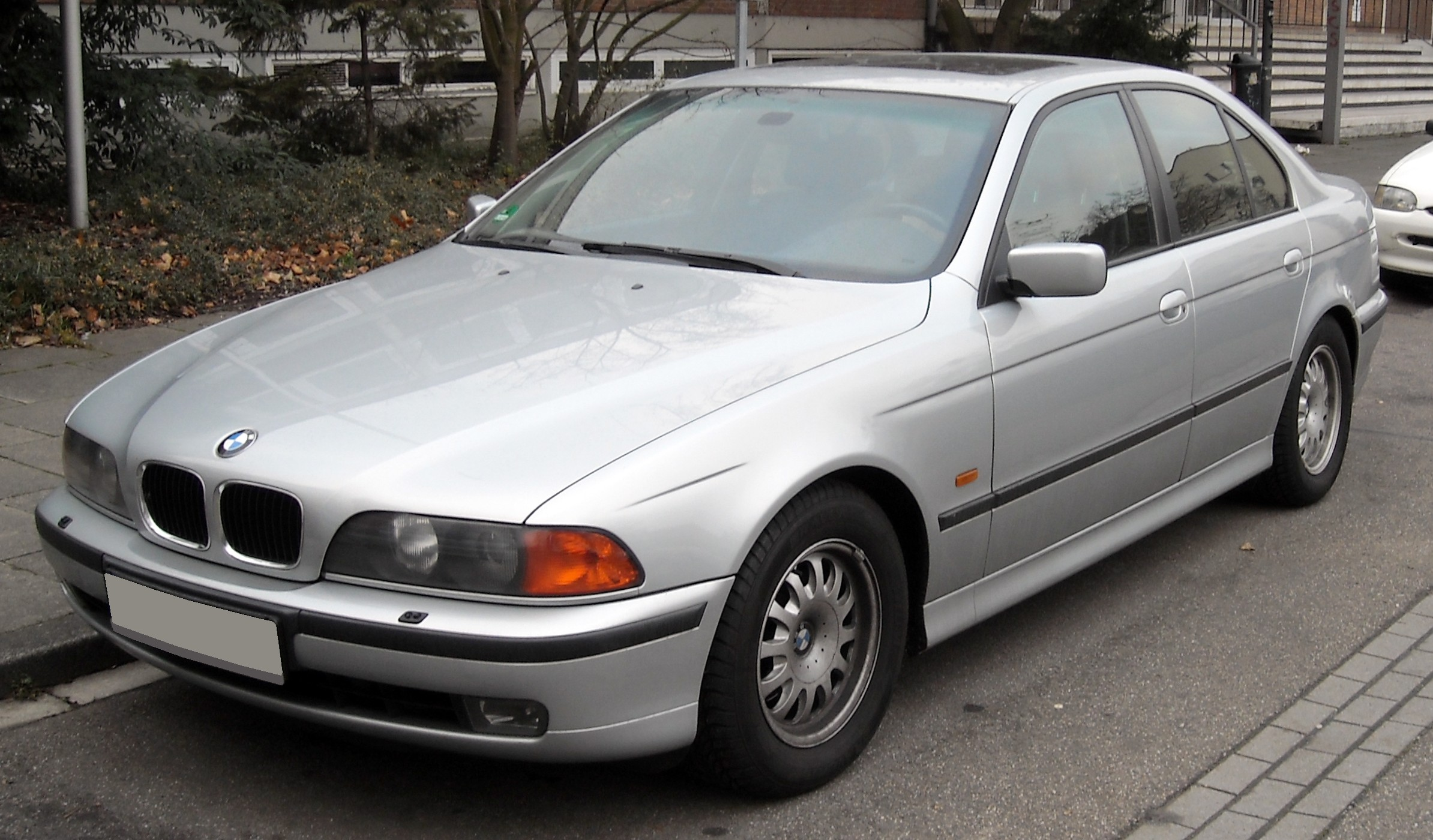
BMW 5 시리즈 세단(전기형) 정측면

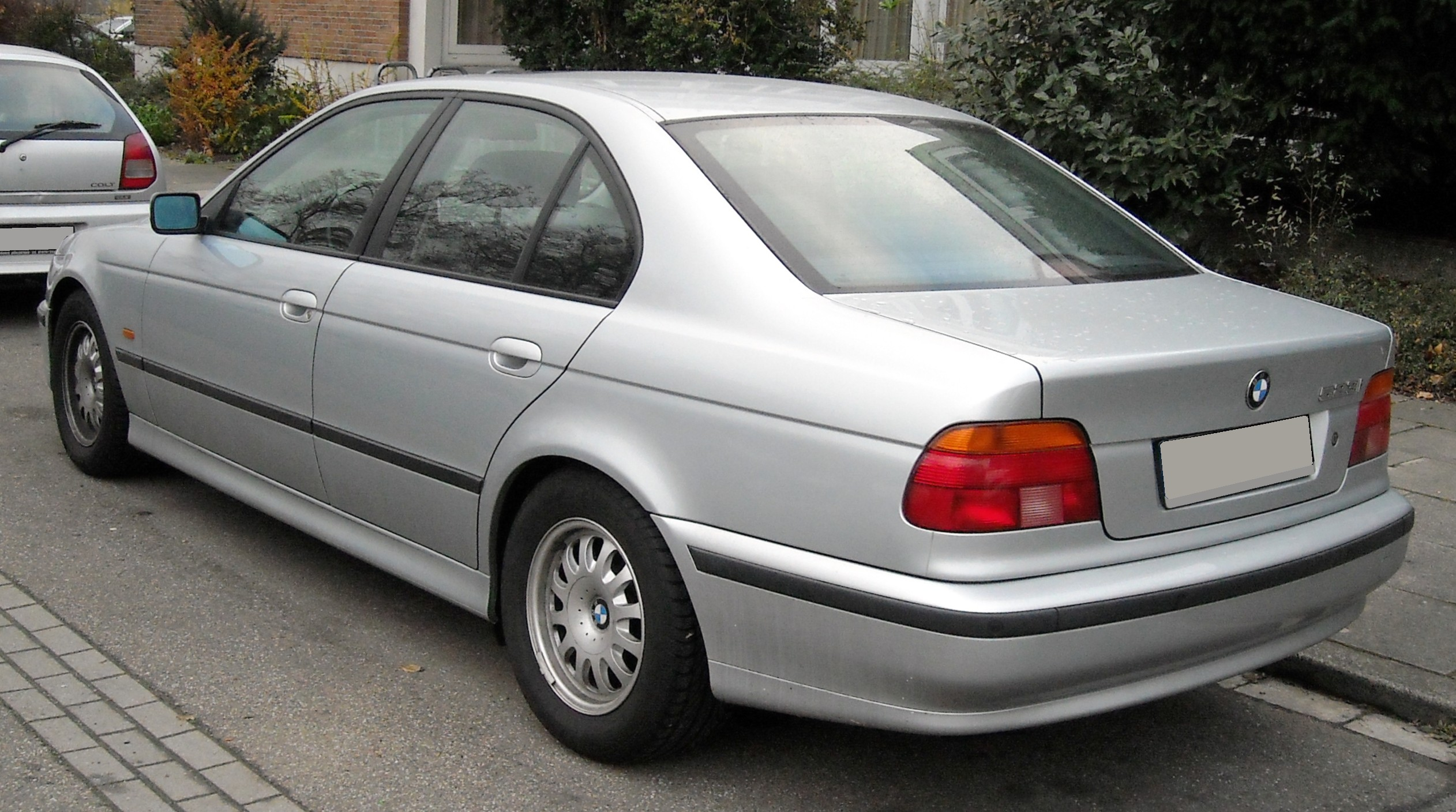
BMW 5 시리즈 세단(전기형) 후측면

1995년에 세단이 출시되었고, 이듬해인 1996년에 투어링이 출시되었다. 5 시리즈 중 가장 성공적이었다는 평가와 전형적인 BMW의 스타일을 완성했다는 평가를 받았다. 정통적인 세단의 구조를 반영하면서 높고 짧은 길이의 데크를 가지고 있어서 스포티한 느낌에 고급스러운 느낌까지 갖췄다. 3세대까지 라디에이터 그릴과 후드가 따로 존재했지만, 4세대부터 일체형으로 바뀌었다. 직렬 6기통 2,494cc 가솔린 엔진과 직렬 6기통 2,926cc 디젤 엔진도 추가되어 엔진 라인업이 다양해졌다. 대한민국에는 1996년에 처음으로 정식 수입을 시작하였으며, 2004년까지 오랜 기간 동안 판매되었다. 세단은 2003년 6월에 공식 생산 종료되었으며, 투어링은 2004년 4월까지 생산되었다. BMW의 첫 SUV인 X5(E53)가 E39 플랫폼을 이용해 설계되었다.

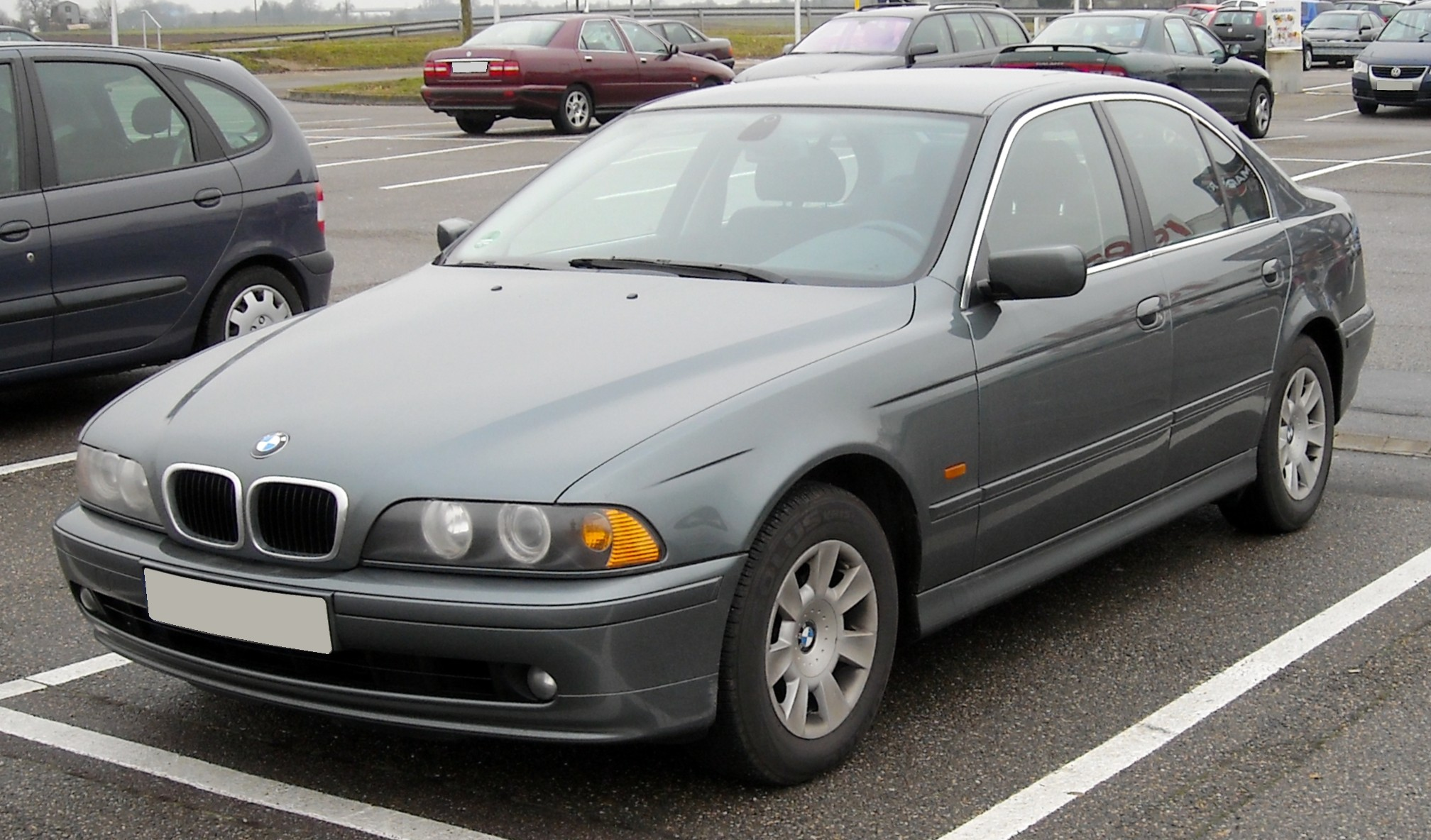
BMW 5 시리즈 세단(후기형) 정측면
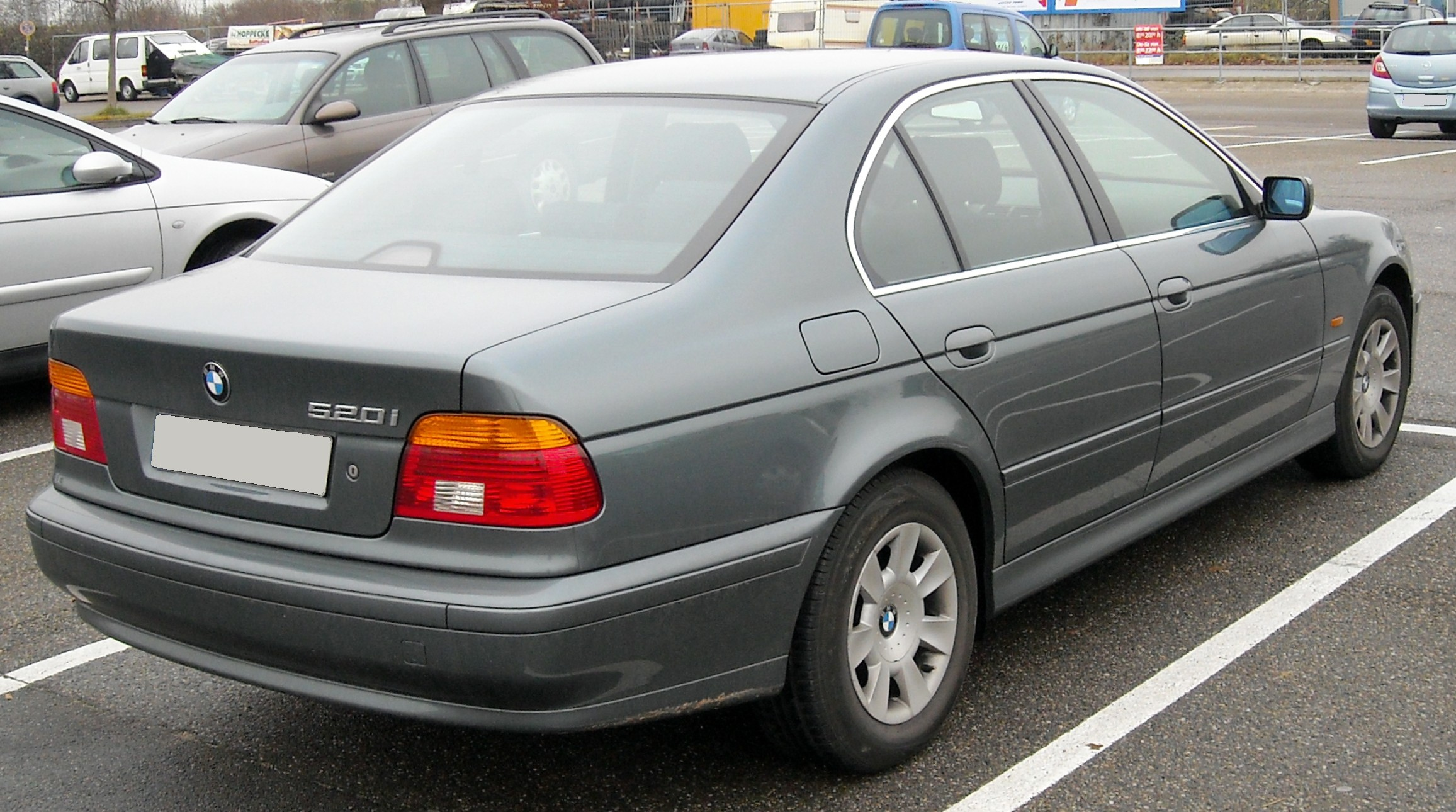
BMW 5 시리즈 세단(후기형) 후측면
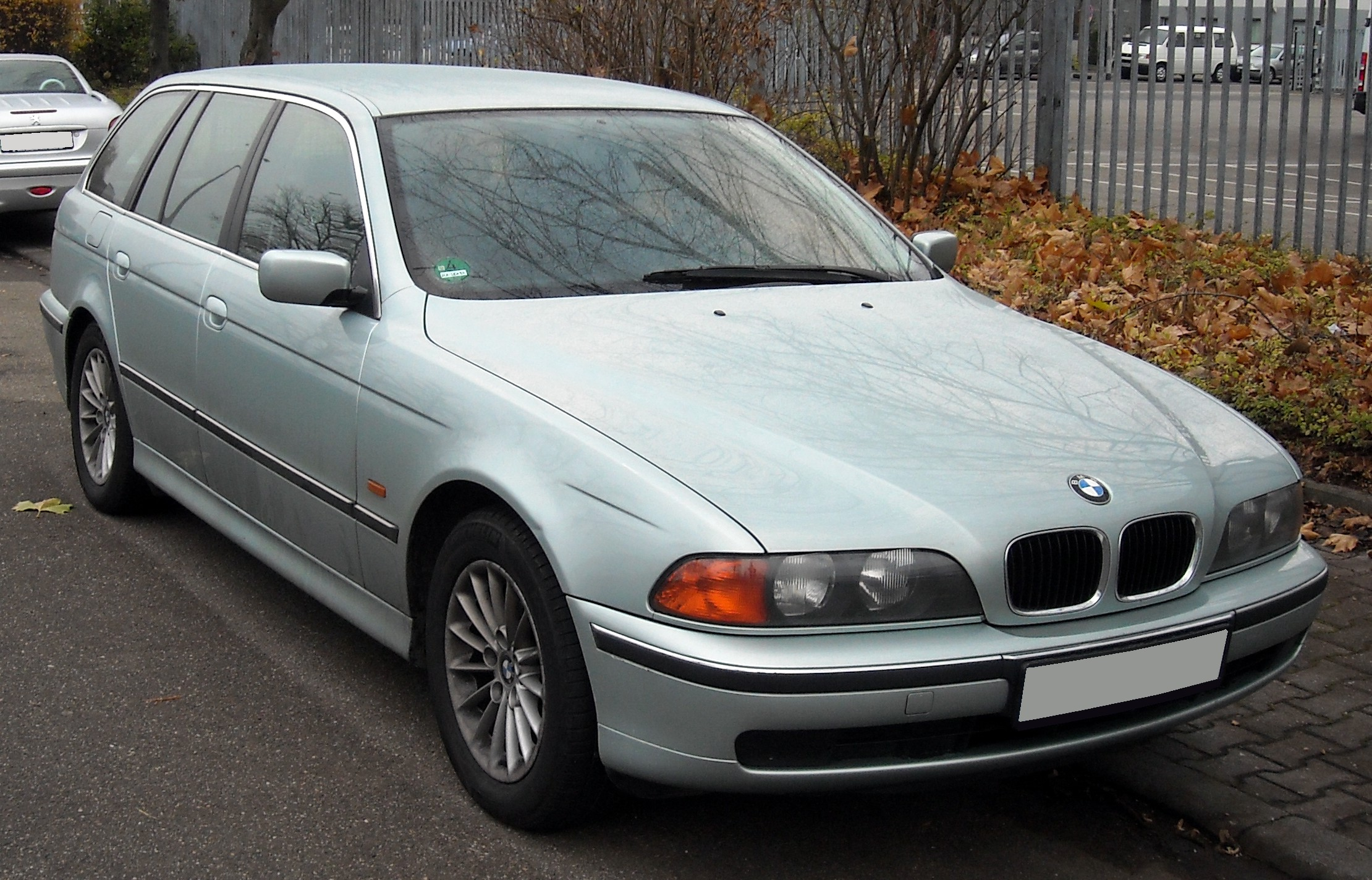
BMW 5 시리즈 투어링(전기형) 정측면
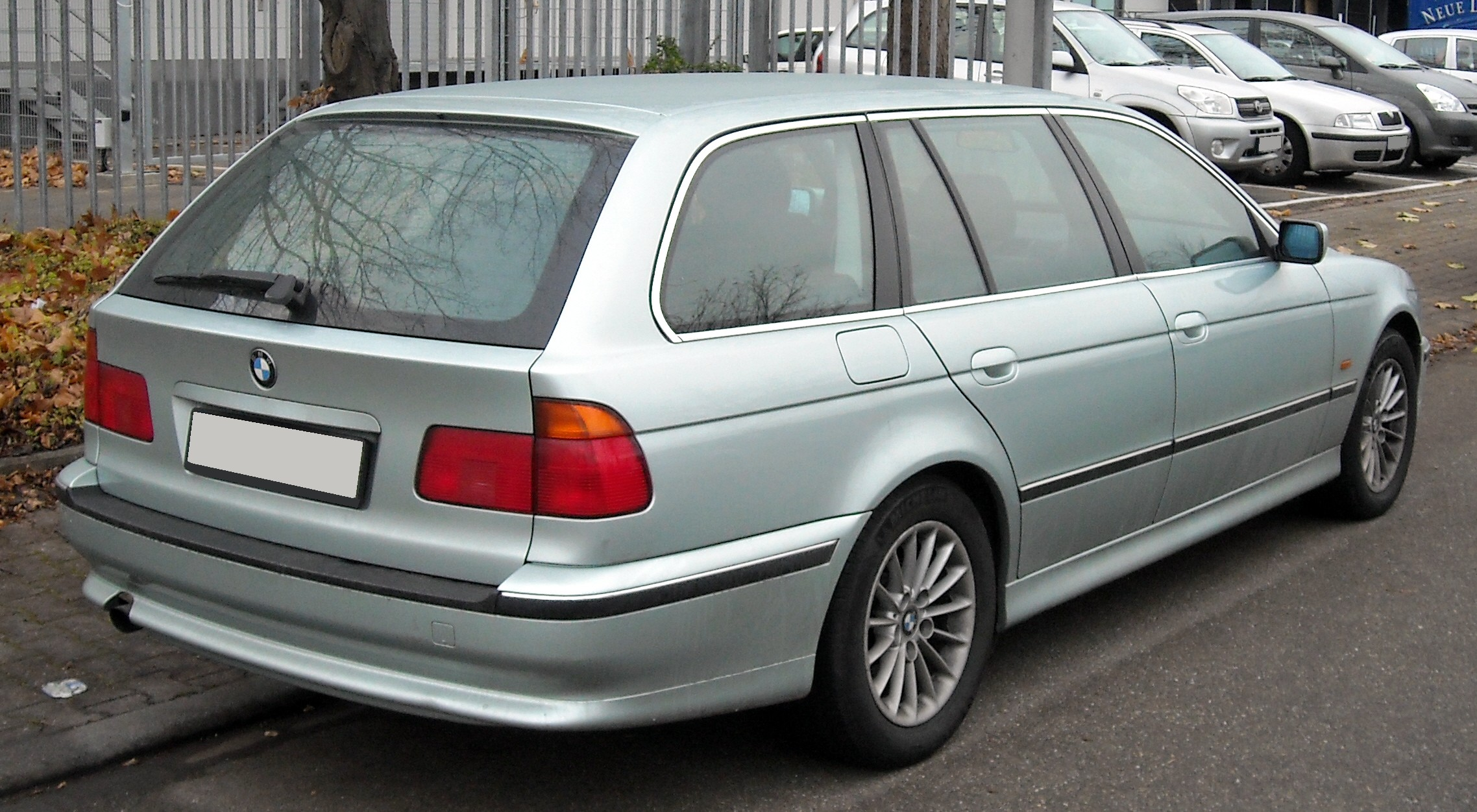
BMW 5 시리즈 투어링(전기형) 후측면
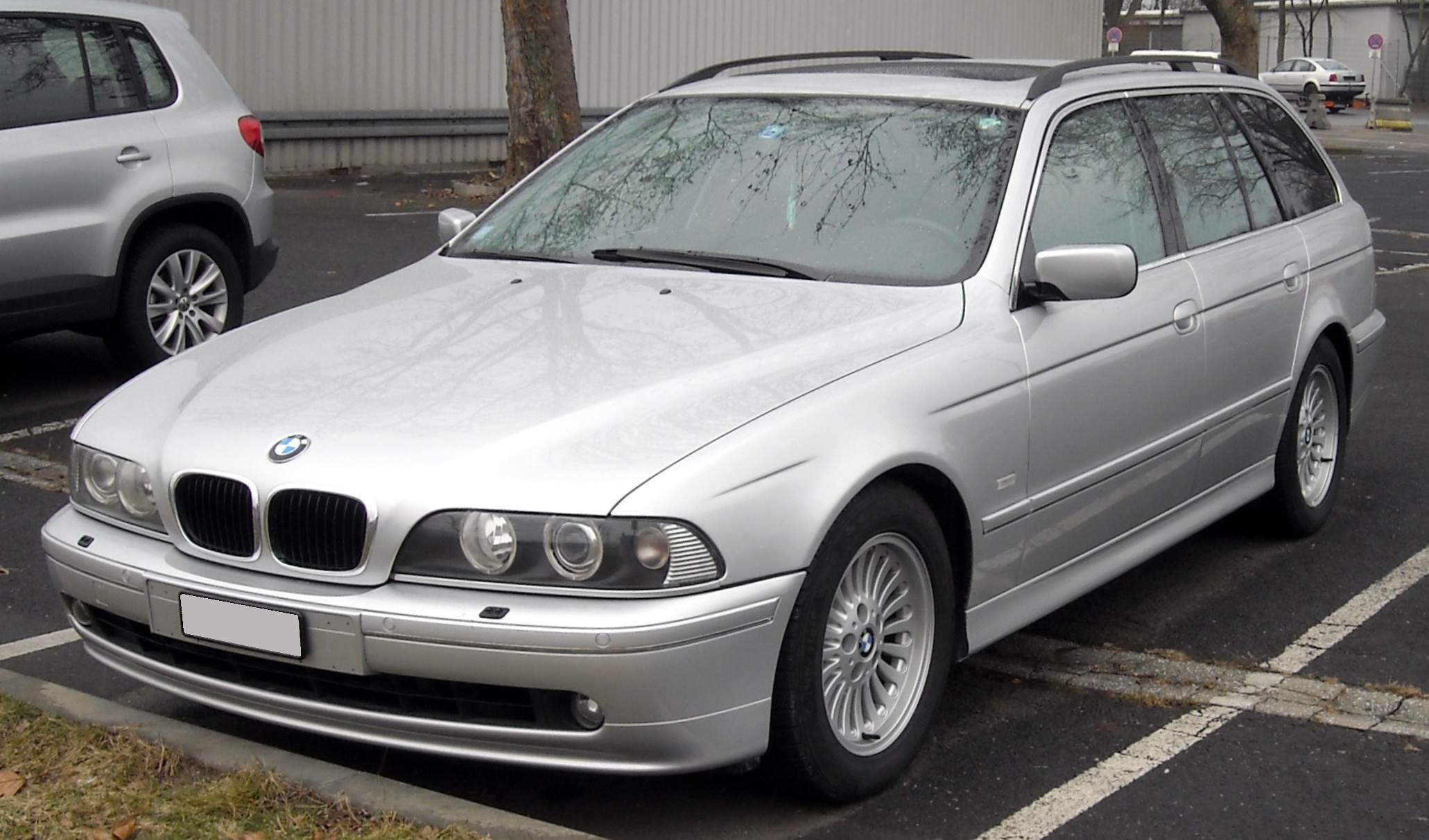
BMW 5 시리즈 투어링(후기형) 정측면
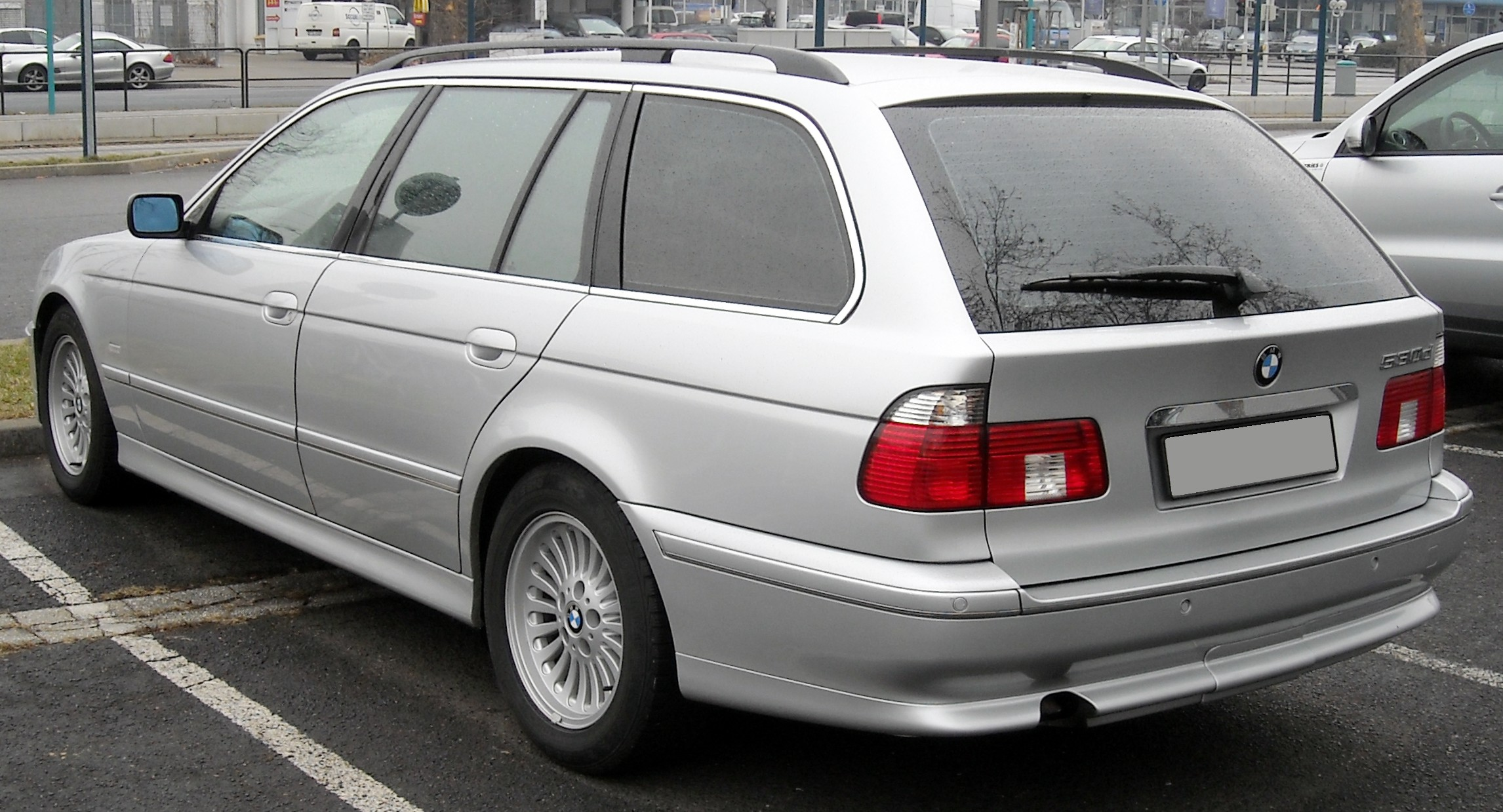
BMW 5 시리즈 투어링(후기형) 후측면

## 5세대(E60/E61)

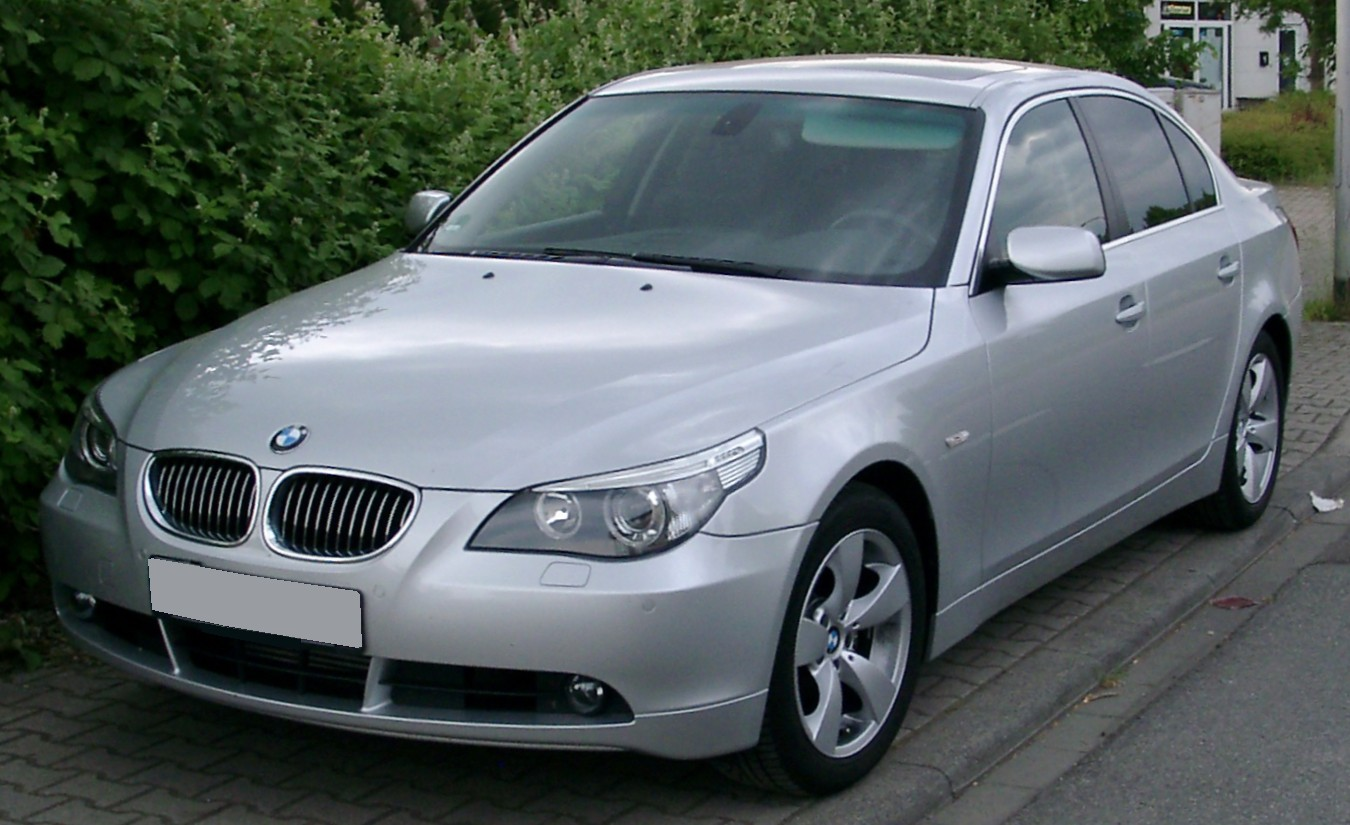
BMW 5 시리즈 세단(전기형) 정측면

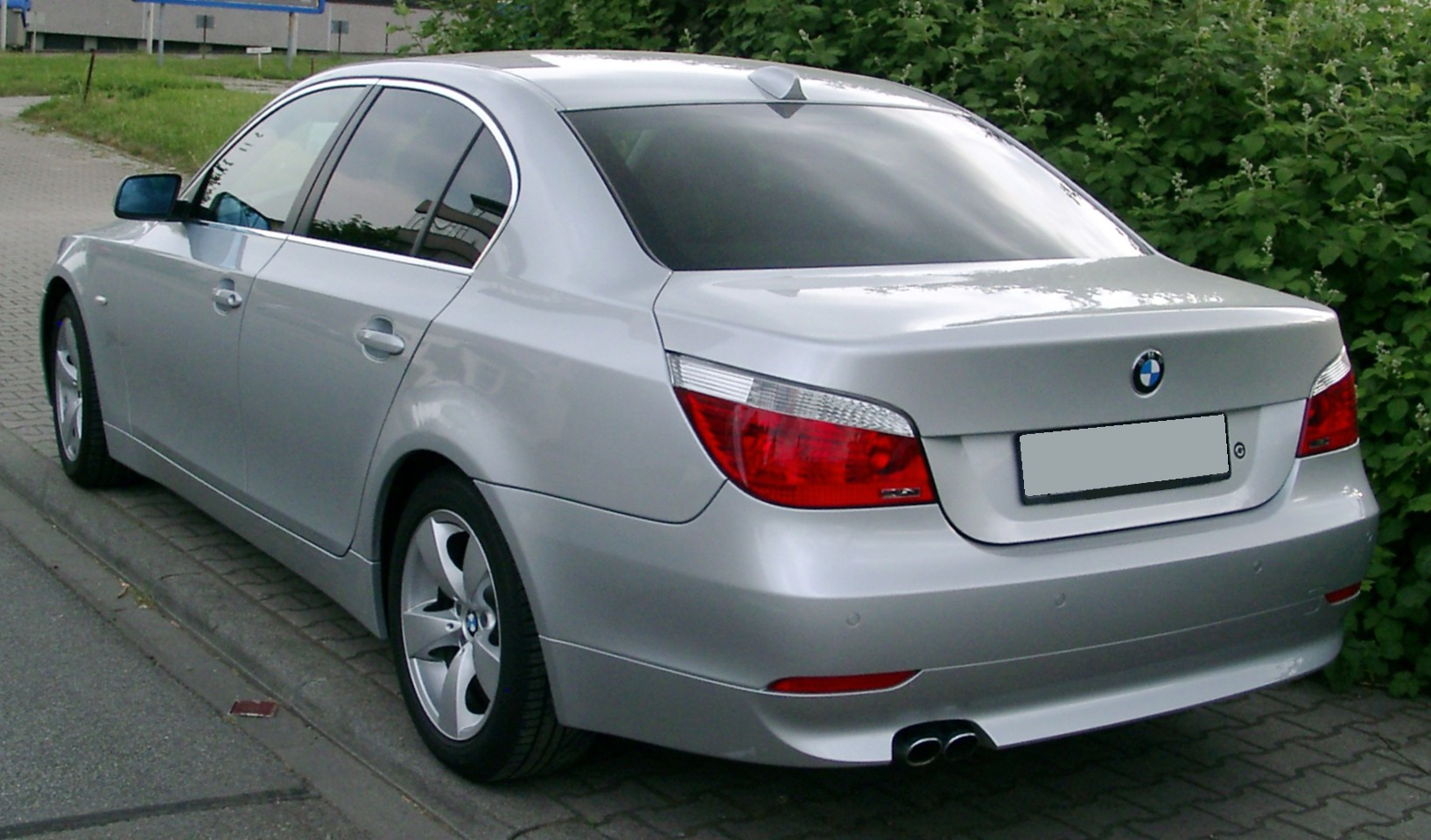
BMW 5 시리즈 세단(전기형) 후측면

세단의 코드 네임은 E60, 투어링의 코드 네임은 E61이다. 2003년에 출시되었으며, 헤드 램프와 리어 램프의 차별화에 역점을 둔 디자인에 i Drive, 어댑티브 헤드 램프, 어댑티브 크루즈 컨트롤, 액티브 스티어링 등 첨단 전자 장비가 적용되었다. V형 8기통 4,799cc까지 추가되어 다양한 엔진 라인업을 자랑했으며, 이 때부터 6단 및 7단 시퀀셜 자동변속기가 적용되었다. 2006년에 페이스 리프트를 거쳐 일부 디자인이 변경되었다.

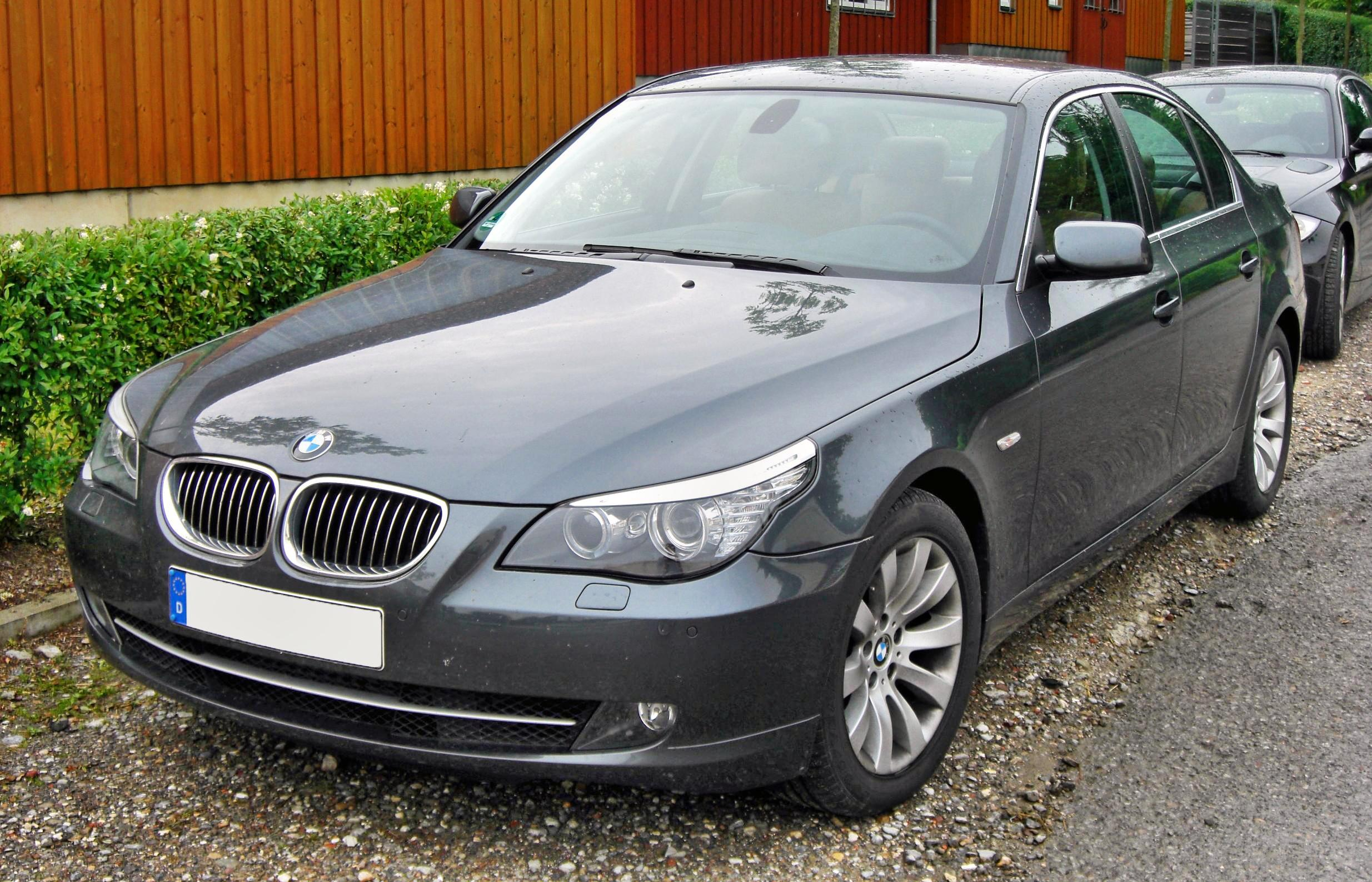
BMW 5 시리즈 세단(후기형) 정측면
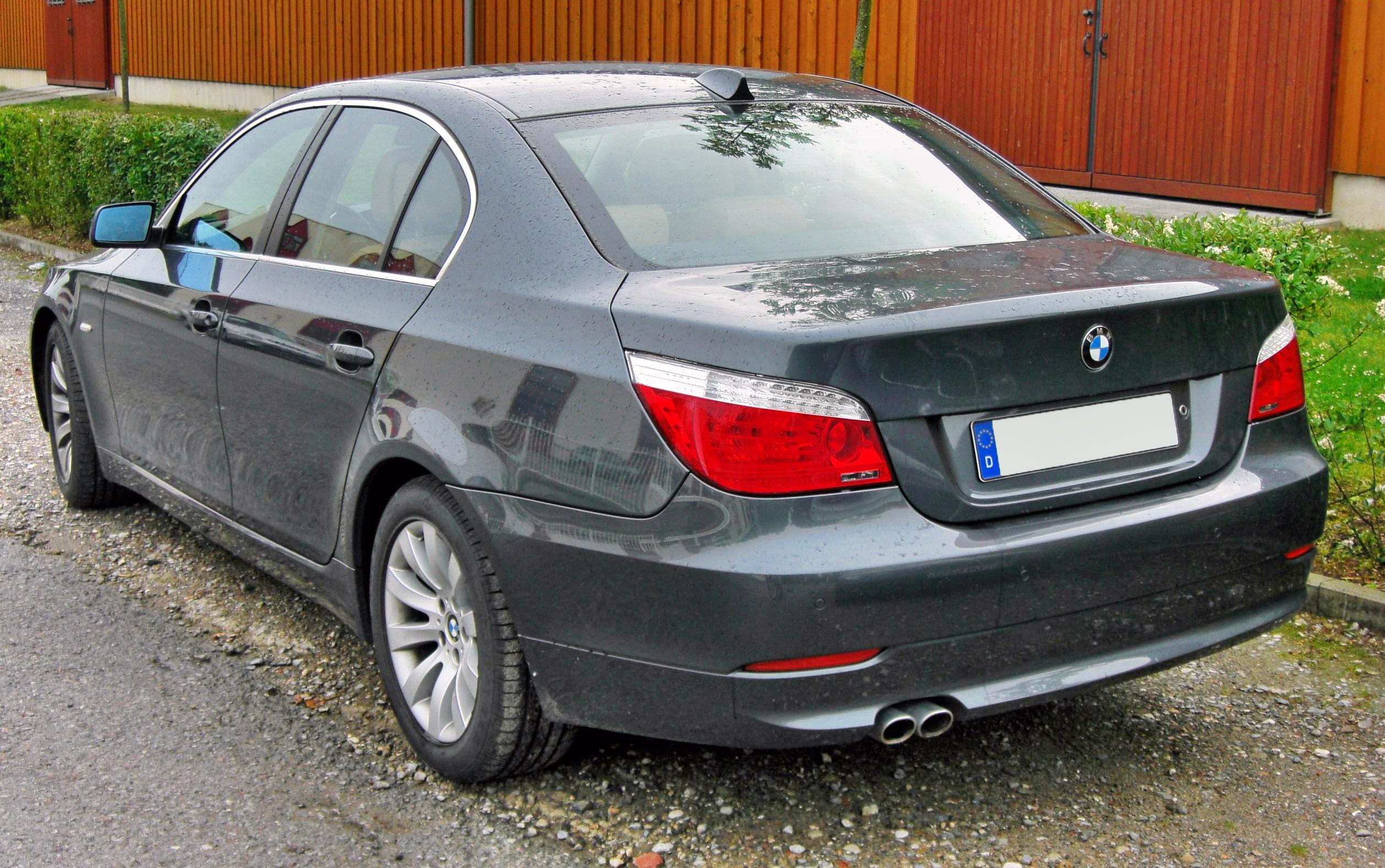
BMW 5 시리즈 세단(후기형) 후측면
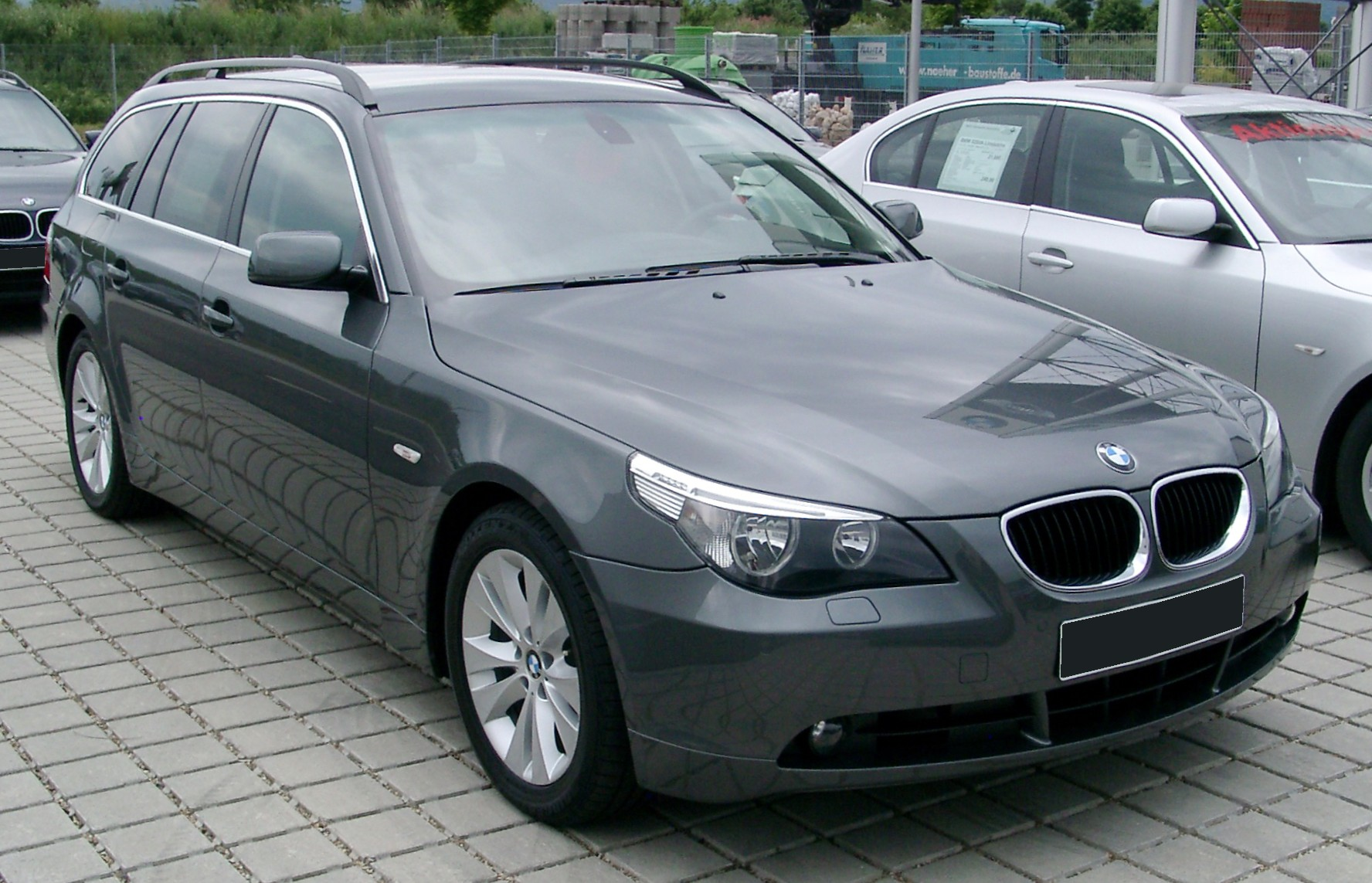
BMW 5 시리즈 투어링(전기형) 정측면
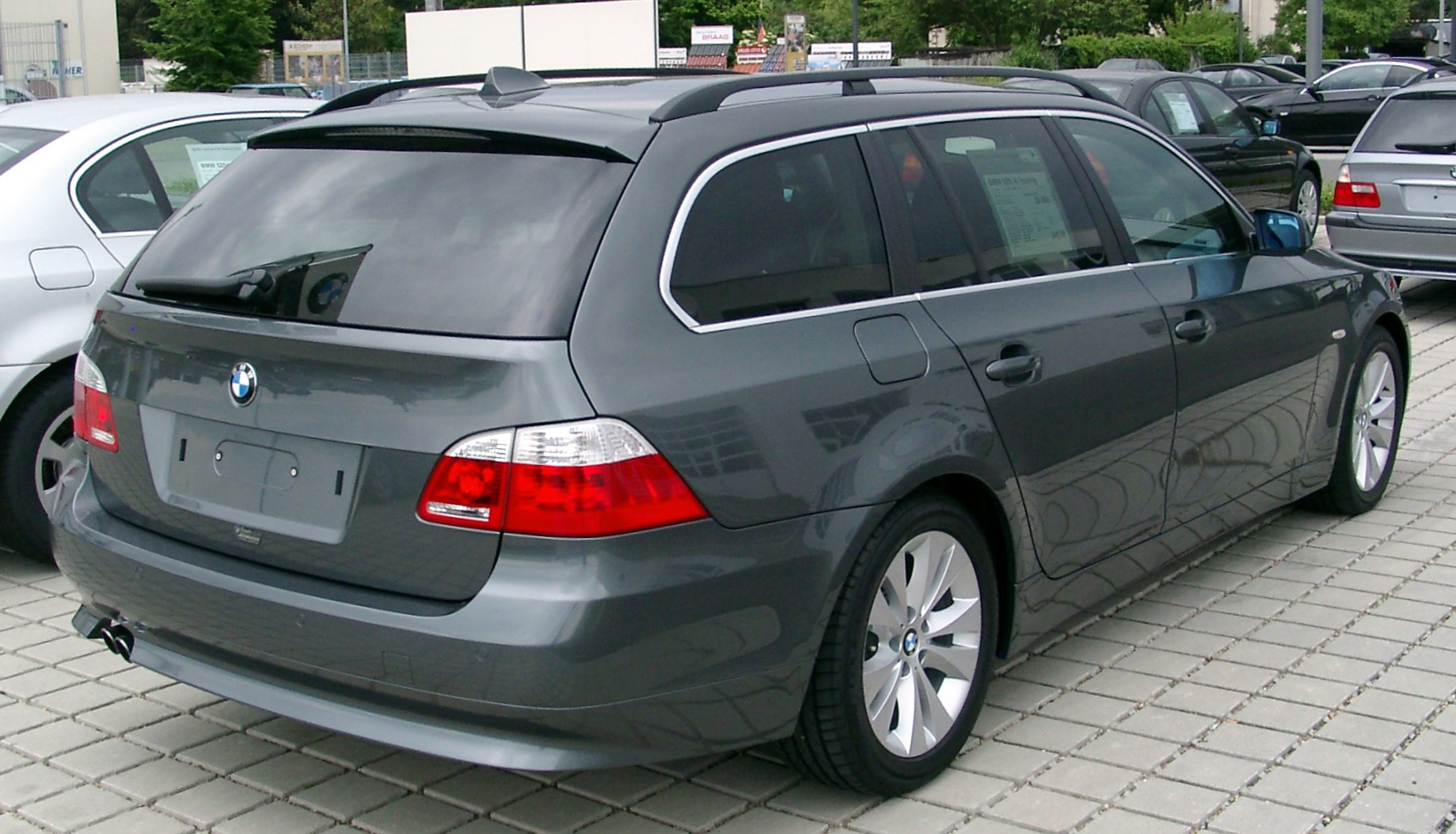
BMW 5 시리즈 투어링(전기형) 후측면

## 6세대(F10/F11/F07)

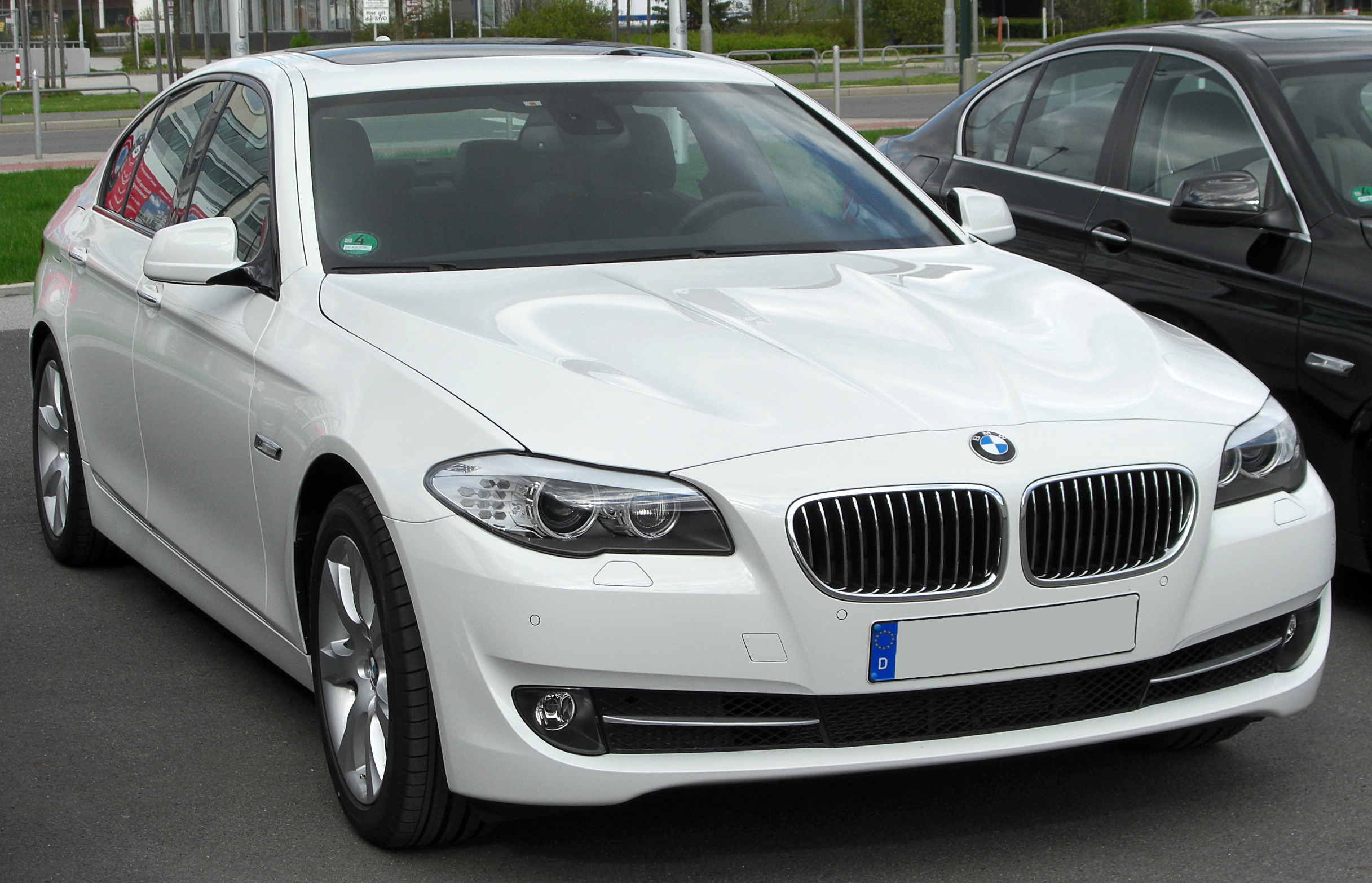
BMW 5 시리즈 세단(전기형) 정측면

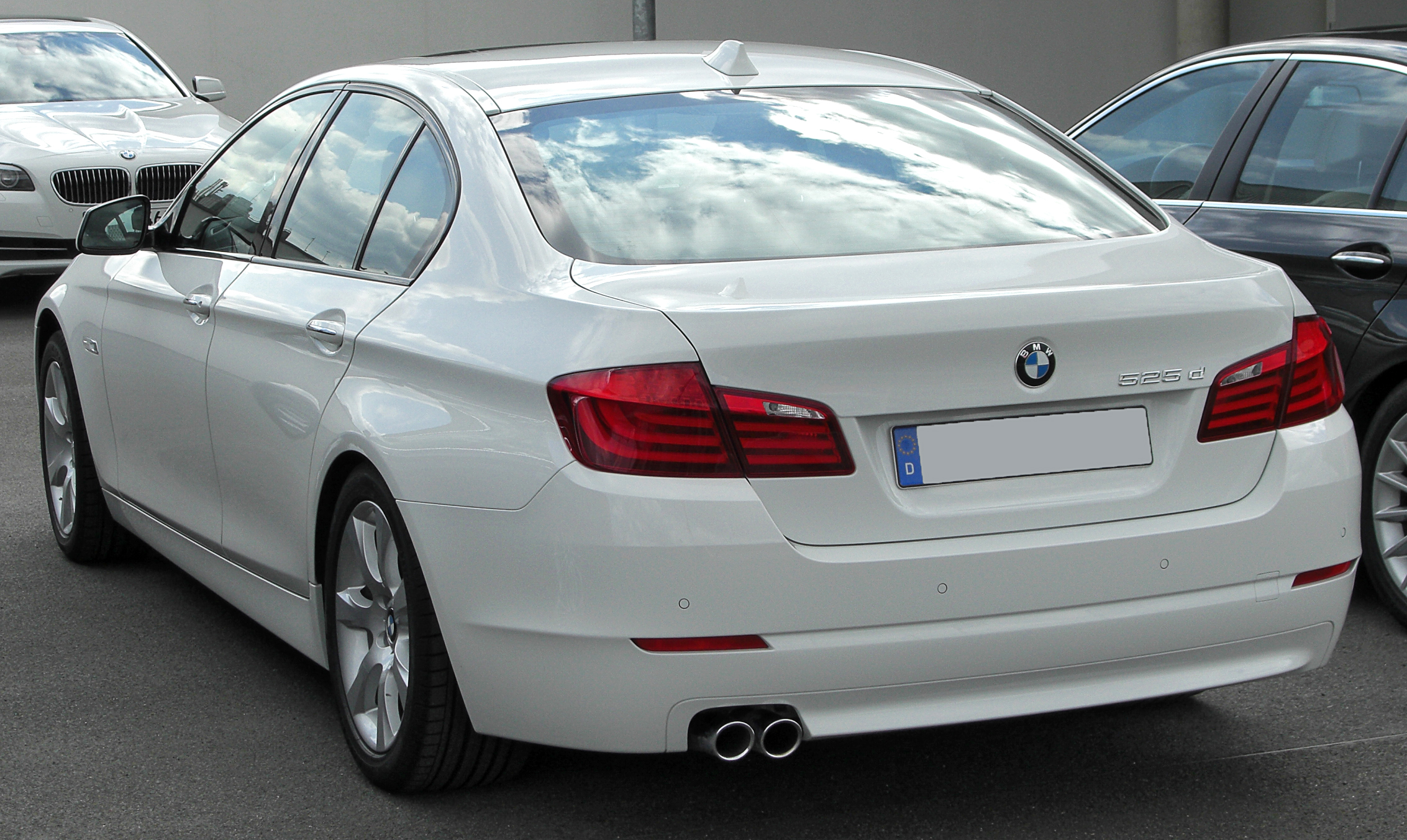
BMW 5 시리즈 세단(전기형) 후측면

세단의 코드 네임은 F10, 투어링의 코드 네임은 F11이다. 2010년에 나왔고, 역동적 이미지를 극대화한 짧은 오버행, 쿠페 스타일의 유선형 루프 라인, 동급에서 가장 긴 축거 등을 통해 보다 다이내믹한 느낌을 준다. 8단 자동변속기를 통해 기어 변속이 더욱 부드럽고 빨라졌으며, 차체 구조의 평균 강성도가 약 55%나 증가해서 뛰어난 주행 역동성의 토대를 이루고 있다. 2013년에 페이스 리프트를 거쳐 528i는 직렬 6기통 3.0L 가솔린 엔진에서 직렬 4기통 2.0L 가솔린 터보 엔진으로 교체되었다. 대한민국에는 6세대를 통해 투어링이 처음 들어왔다. 직렬 4기통 2.0L 디젤 엔진을 얹은 520d는 대한민국 수입차 시장에서 큰 인기를 얻고 있다. 

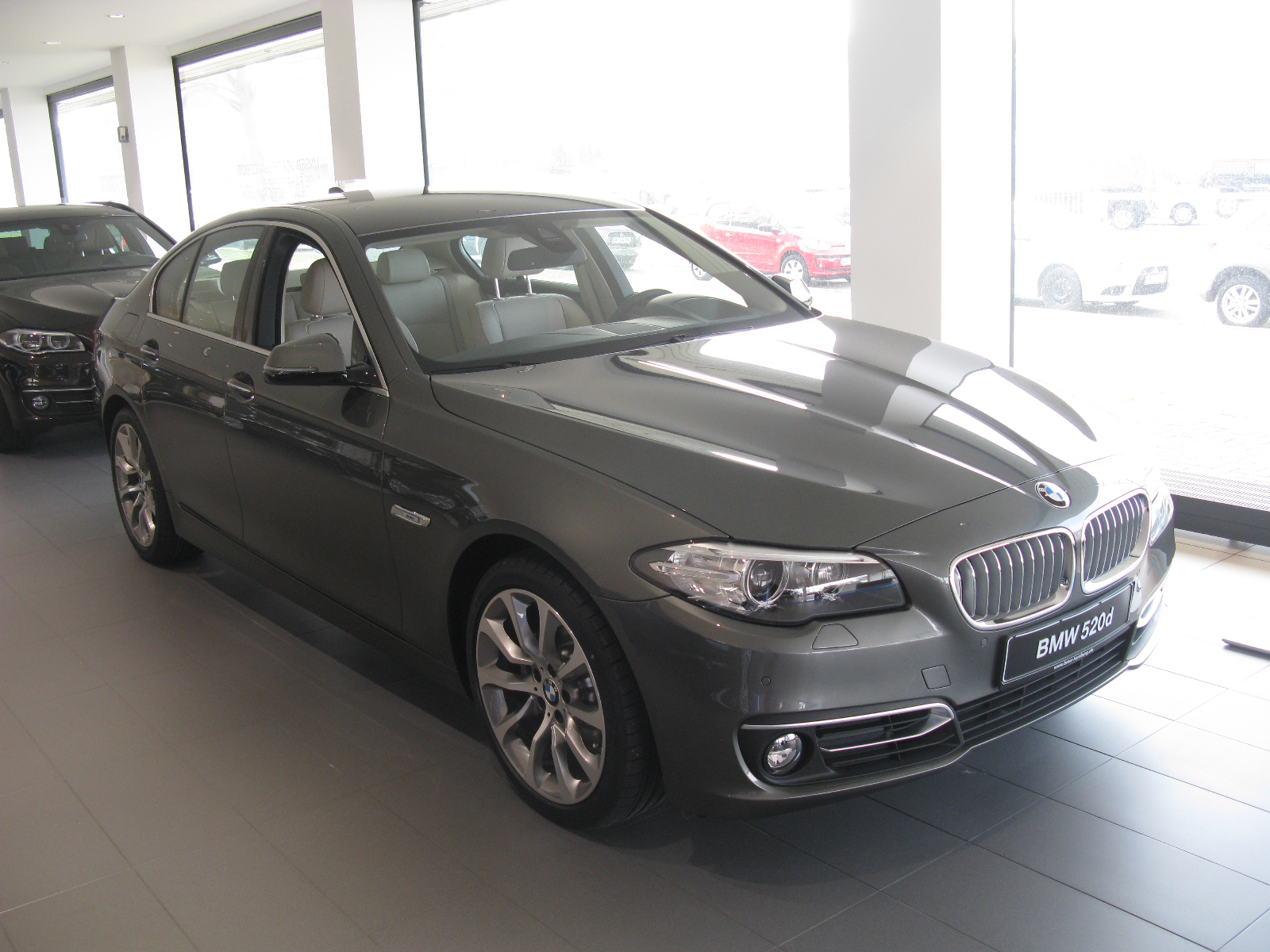
BMW 5 시리즈(후기형) 정측면
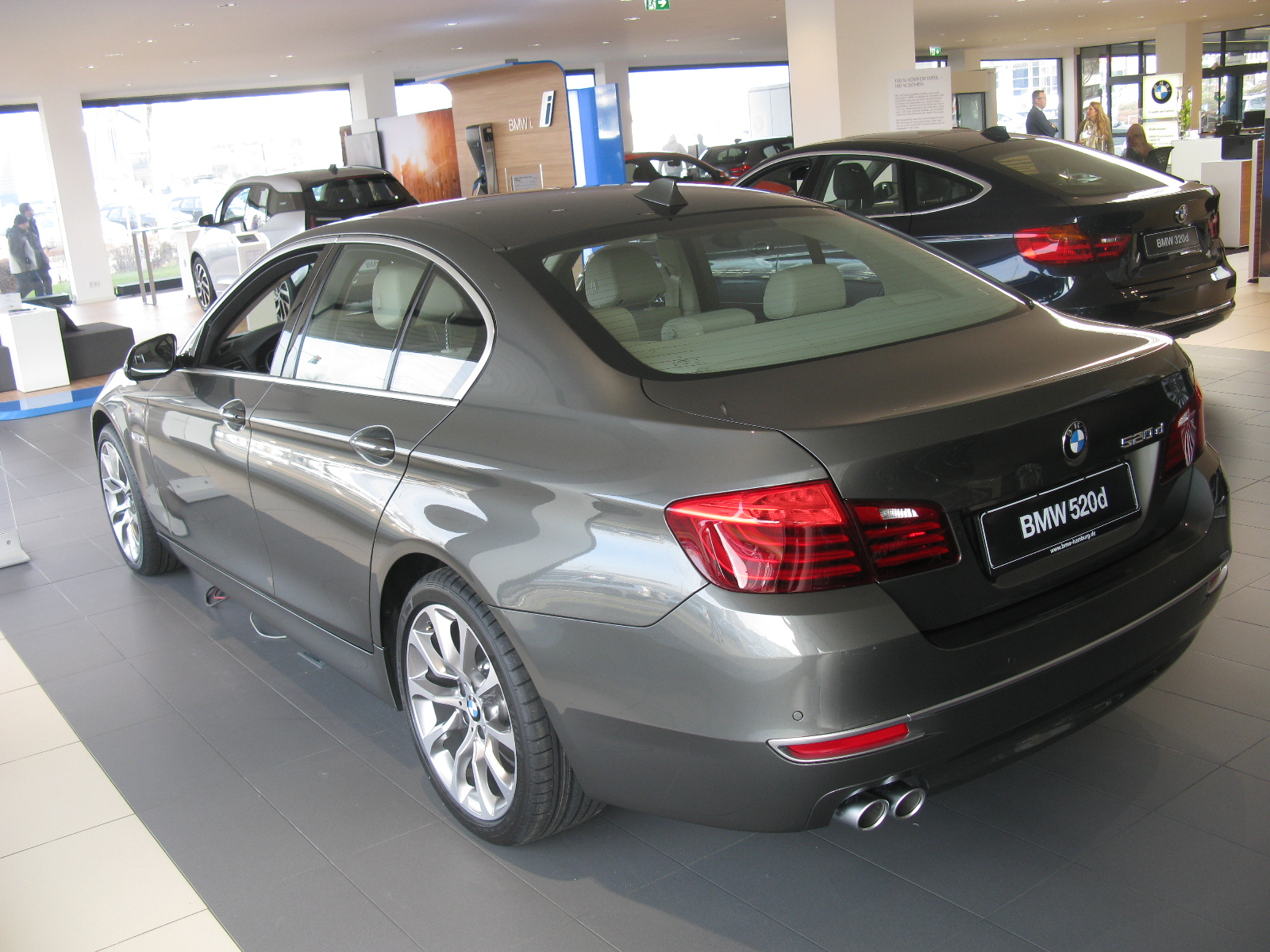
BMW 5 시리즈(후기형) 후측면
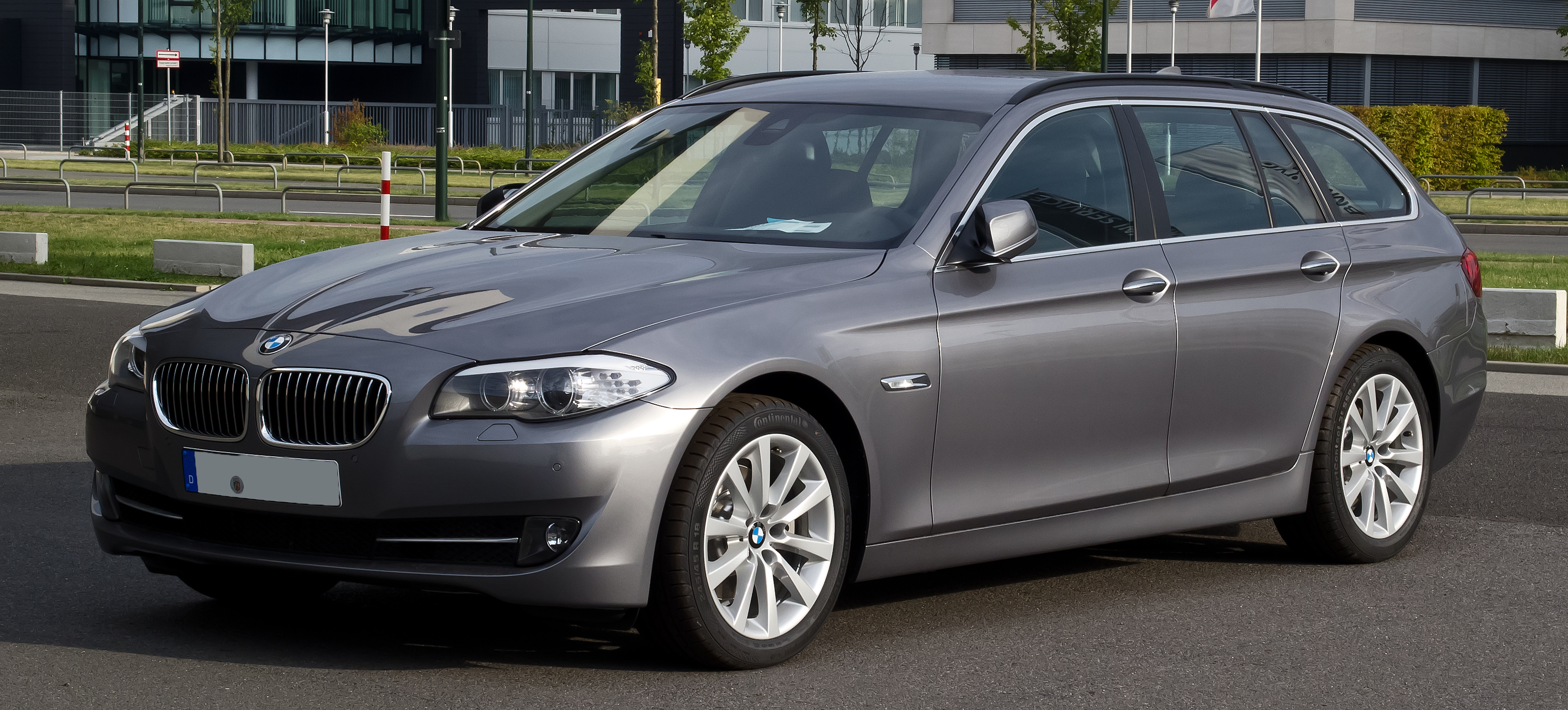
BMW 5 시리즈 투어링(전기형) 정측면
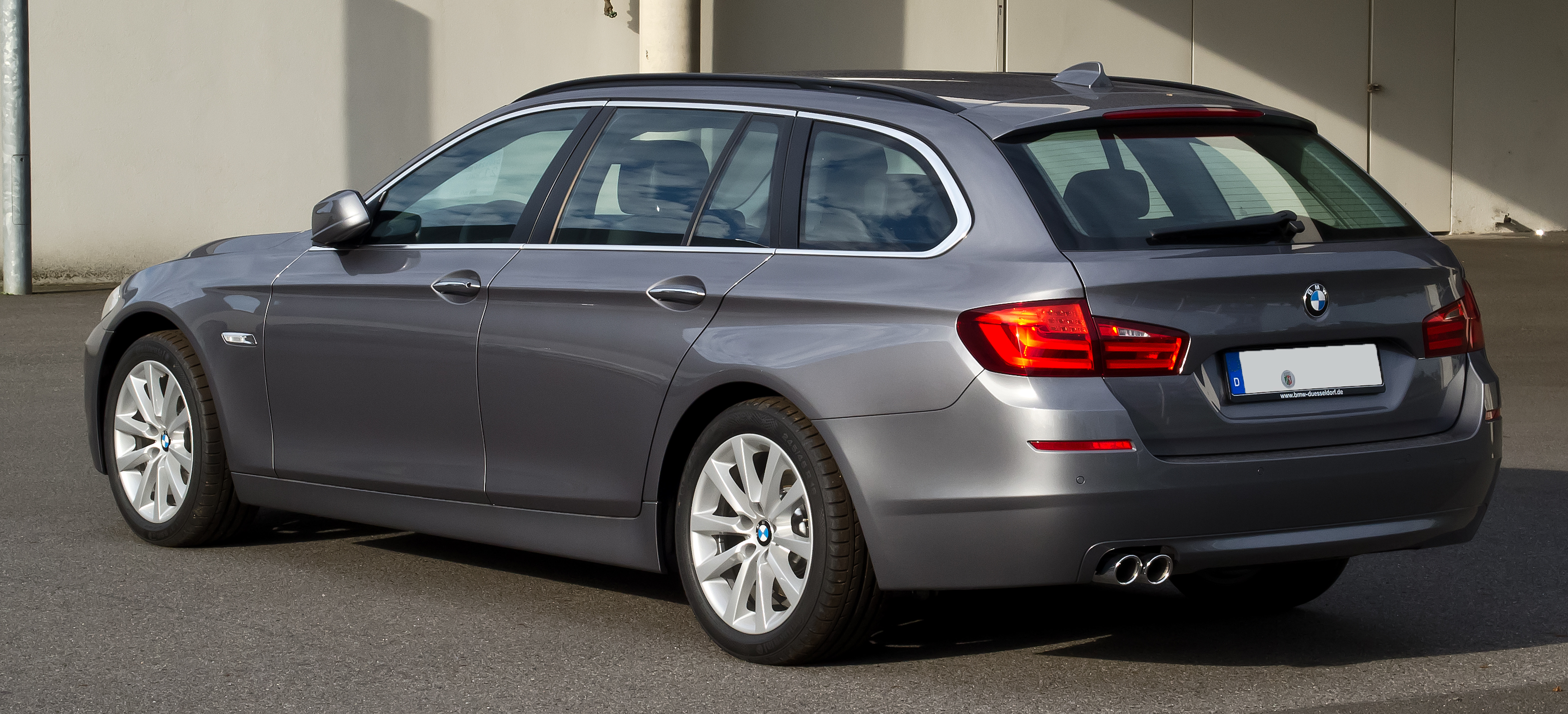
BMW 5 시리즈 투어링(전기형) 후측면
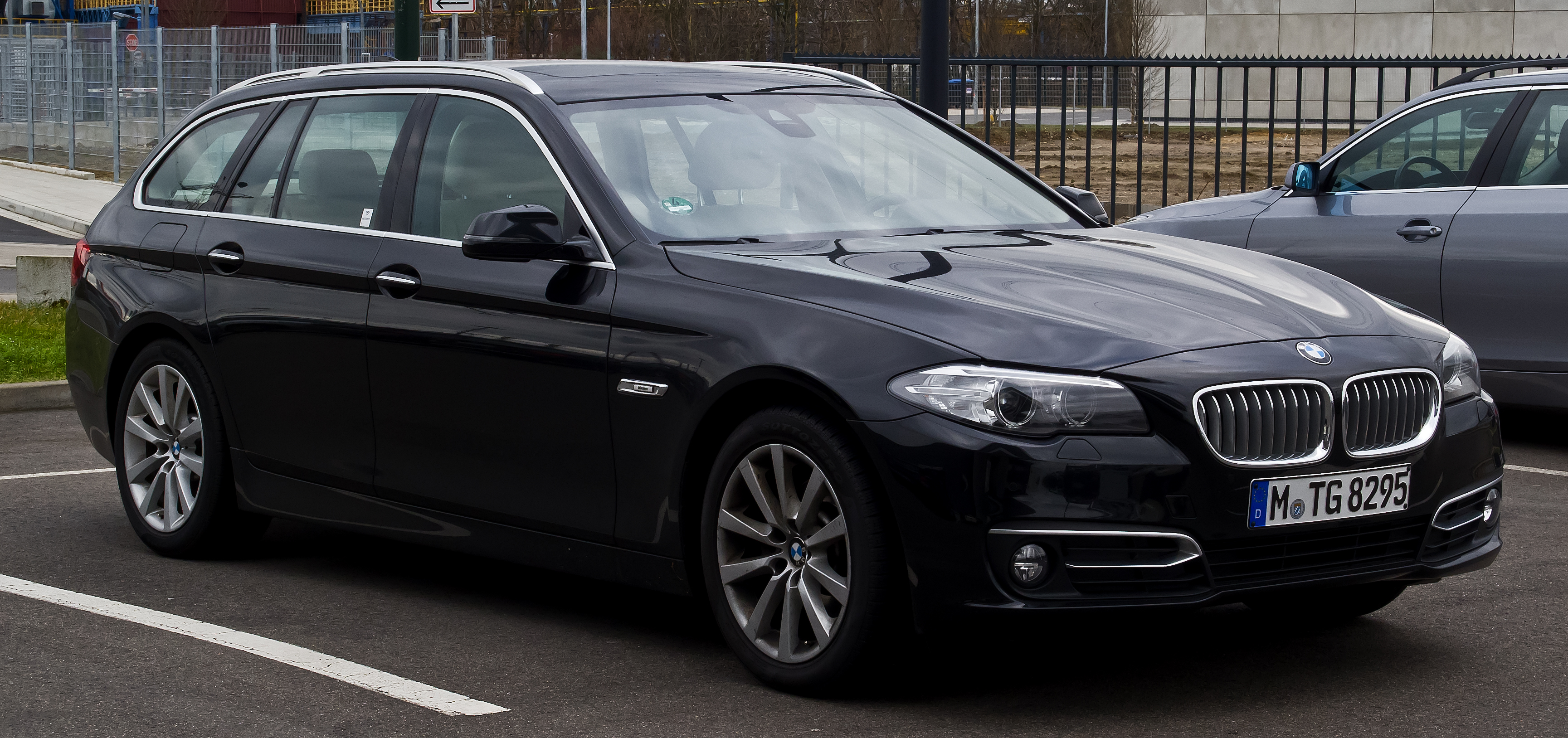
BMW 5 시리즈 투어링(후기형) 정측면
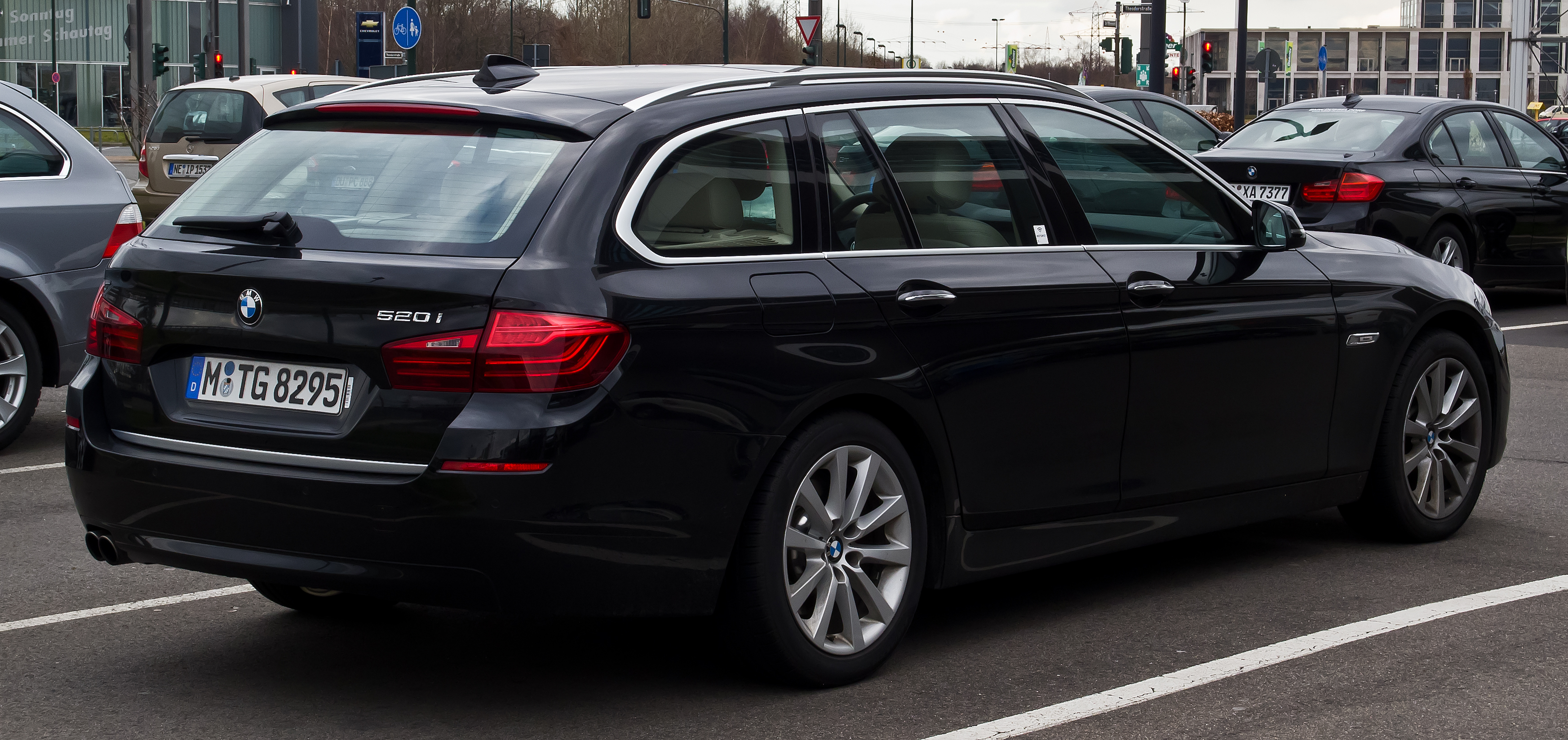
BMW 5 시리즈 투어링(후기형) 후측면

## 7세대(G30/G31)

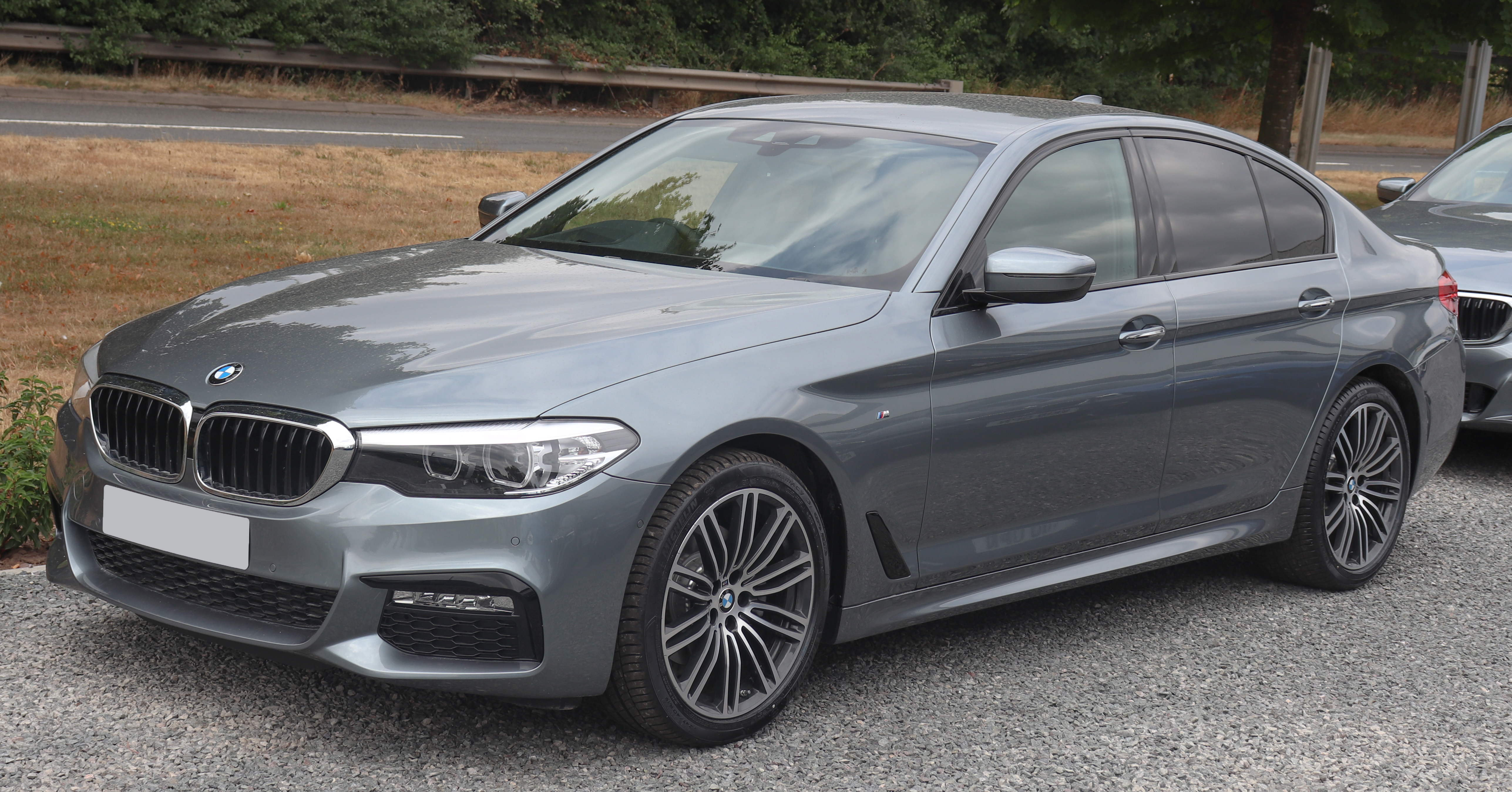
BMW 5시리즈 정측면

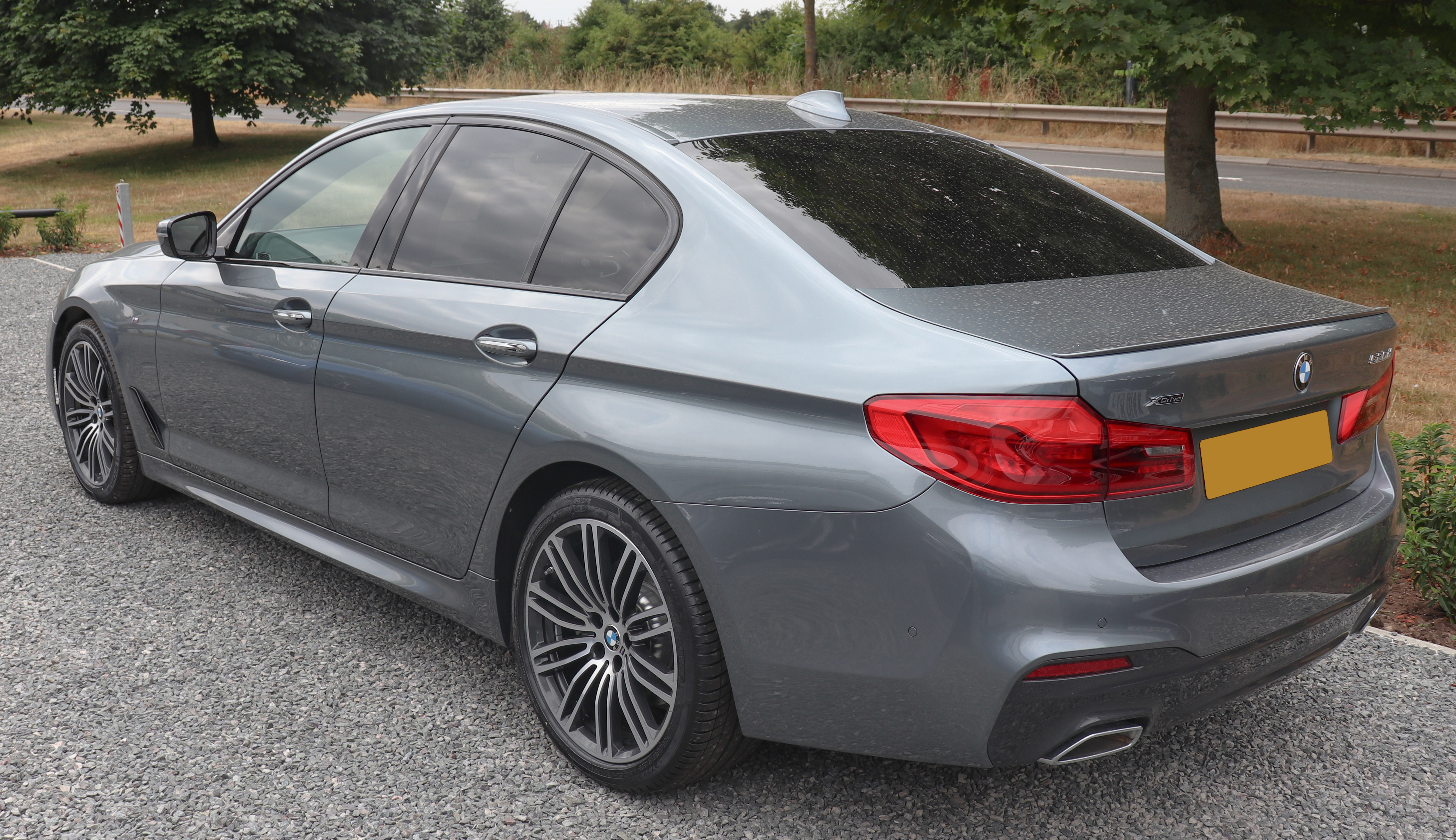
BMW 5시리즈 후측면

2016년 11월에 먼저 공개되었고, 2017년에 북미 국제 오토쇼를 통해 공개되었다. 플랫폼은 7 시리즈와 공용한다. 제스처 컨트롤, 리모컨 컨트롤 파킹 기능이 추가되었다. 대한민국에서는 530i, 520d, 530d M 스포츠패키지만 장착되어 들어오다, 연식변경으로 520i, M550d와 럭셔리 라인이 추가되었다.
2020년 5월에 한국 BMW 드라이빙 센터에서 세계 최초로 페이스리프트가 공개되었다. 헤드램프가 슬림하면서 얇게 변경되고, 테일램프는 디테일이 바뀌었다. 520d는 마일드 하이브리드가 적용되어 523d로 바뀌었고, 환경 규제로 인해 고성능 디젤 M550d가 단종되었다.

## 경쟁 차량
- 메르세데스-벤츠 - E클래스
- 아우디 - A6
- 제네시스 - G80
- 재규어 - XF
- 링컨 - MKZ
- 렉서스 - ES, GS
- 캐딜락 - CTS, XTS
- 인피니티 - Q70
- 볼보 - S90